# Wiesbaden
Wiesbaden a németországi Hessen szövetségi tartomány fővárosa, és közel 300 000 lakossal Frankfurt am Main után a tartomány második legnagyobb városa a Majna folyó torkolatának közelében. Szűkebb értelemben vett vonzáskörzetének kb. 600 000 lakosa van. A hesseni minisztériumok mellett a Szövetségi Bűnügyi Hivatal (Bundeskriminalamt / BKA) és a Szövetségi Statisztikai Hivatal (Statistisches Bundesamt) is a városban található.
Egykor 26, ma 15 működő forró és egy hideg gyógyforrása, amelyek már az ókori Római birodalom idejében ismertek voltak, Európa egyik legrégibb gyógyüdülőhelyévé teszik.

## Földrajza

### Fekvése
A Rajna jobb partján, Rajna-vidék-Pfalz tartomány fővárosával, Mainz-cal szemben fekvő város, a Rajna-vidék legnagyobb városa. Wiesbaden Mainz-cal ikertelepülést alkot.

A belváros tengerszint feletti magassága a Schloßplatznál 115 m, a város legmagasabb pontja a Rheinhöhenwegben található, amely 608 m magas. A város legalacsonyabb pontja 83 m, amely a Schierstein nevű városrészben a kikötőnél található.

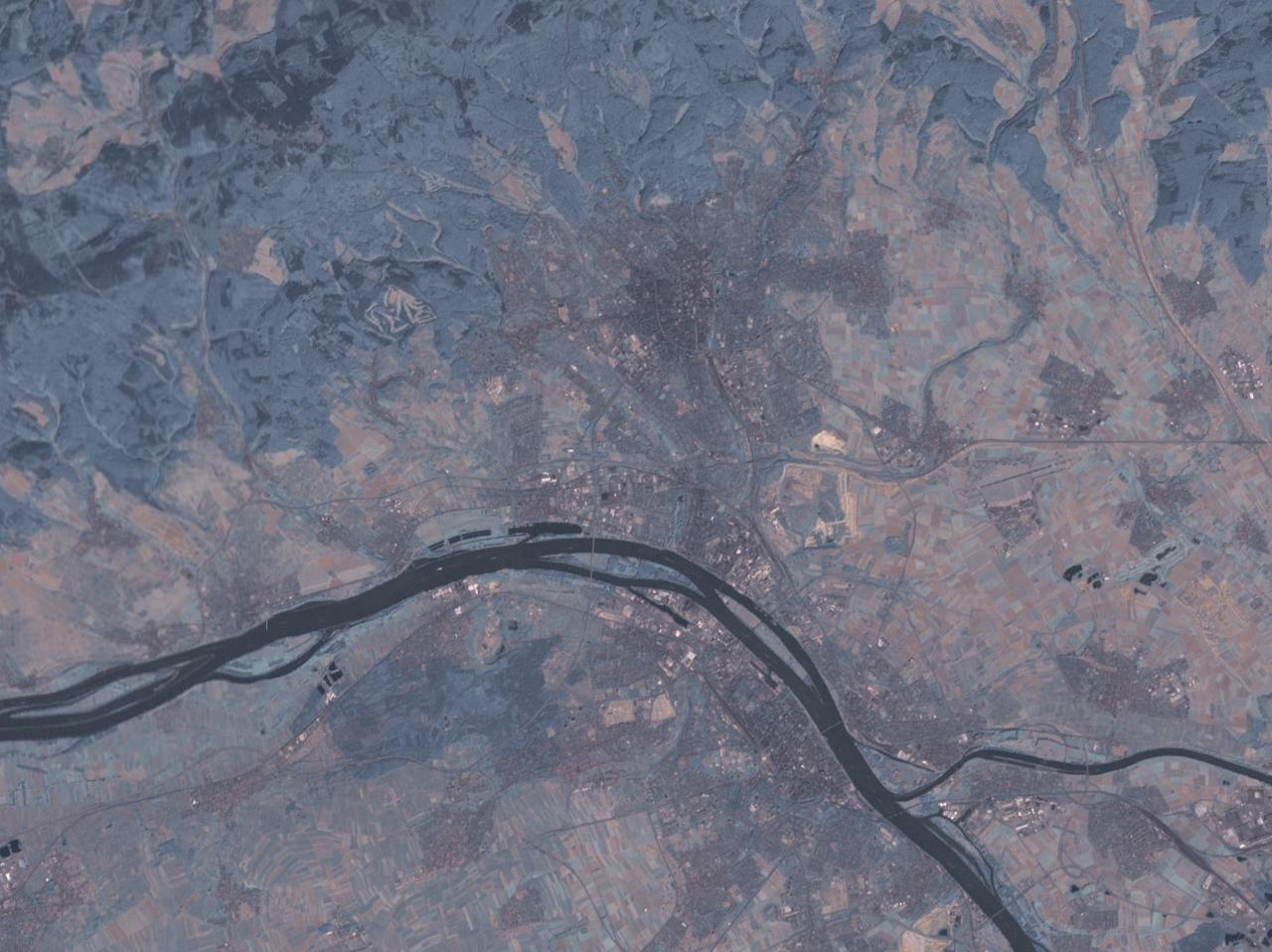
Műholdkép Wiesbaden és Mainz ikervárosáról

A város 204 km²-es területe észak-déli irányban 17,6 km-t, nyugat-keleti irányban 19,7 km-t foglal magában. Északon egy terjedelmes erdőterület található, amelynek területe 27,4%-ot, nyugaton a szőlőhegyek és keleten a mezőgazdasági területek 31,1%-ot foglalnak el a város területéből.
A Rajna hossza a városban 10,3 kilométer (Schiersteintól Kostheimig), míg a szélessége 491 méter (a Theodor Heuss hídnál). A Majna hossza a városban 2,9 kilométer (városhatártól a Majna torkolatáig), míg a szélessége 150 méter (a Majna-hídnál). A Majna a város Kostheim nevű kerületénél torkollik a Rajnába.

### Geológiája
A város geológiai különlegessége a nagyszámú termál- és ásványvízforrása, amelyek nagy mélységből törnek elő a Quellenviertel több pontján. Egyébként is magas talajvízszintre kell számítani a belvárosban, ami többször megnehezítette az építkezéseket. Különösen a földalatti mélygarázsok építését kellett ez ellen biztosítani, például a Dern telephelye és a Bowling Green parkja alatt.
2009 novemberében a Friedrich-Ebert-Allee környékén, a Hesseni Pénzügyminisztérium melletti parkolóban egy geotermikus próbafúrás során magas nyomású artézivíz-réteget találtak 130 méter mélységben. A furatból percenként akár 8000 liter víz is előtört és elárasztotta a környéket. A furat betonnal történő lezárására tett kísérletek eleinte kudarcot vallottak. A tényleges fúrónyílást végül eltömítették, de a víz számos más utat talált a felszínre, mielőtt a teljes lezárás nagyobb mélységben sikerült. Azóta további kár nem történt.
Naurod körzetében található egy régi, mára kihűlt vulkán krátere (Kalter Schlott), amelyet később kőfejtőként használtak.

### Természet
A Rajna-Taunus Natúrpark Wiesbaden északi szélén kezdődik. Ide tartozik a városhoz közeli mintegy 5800 hektárnyi erdő és erdőszéli terület. A natúrpark az európai vadmacska és az erdei sikló legnagyobb hesseni természetes élőhelyének ad otthont. Az erdő a szarvasbogár számára is az egyik legjobb élőhelyet jelenti, emiatt Natura 2000 védett területté lett nyilvánítva. Ezenkívül becslések szerint 7000 állatfaj, többnyire rovarok élnek az erdőkben vagy az erdőszélen. Maga az erdő elsősorban bükkösökből (kb. 55%), tölgyekből (25%), lucfenyőkből (13%) és erdei fenyőkből (7%) áll. A területet a négy városi erdészeti részleg kezeli a Forest Stewardship Council fenntartható erdőgazdálkodási elveinek megfelelően.
További Natura 2000 területek találhatóak a Rajna mentén. A folyó védelme a nagy távolságra vándorló halak, például a folyami ingola a és a lazac miatt fontos. A Rajna-szigetek pihenő- és telelőterületként szolgálnak a vízhez kötődő madarak számára, mint például a barna és a vörös kánya, valamint sirályok, szürke gémek, gólyák, kormoránok, illetve számos kacsa- és récefaj számára. A város beépítetlen területének nagy része a wiesbadeni tájvédelmi körzethez tartozik. A helyi természetvédelmi területek listáján hét helyszín szerepel, valamint az az északra fekvő bükkösök, Goldsteintal, Rabengrund, Rettbergsaue és Theißtal FFH-területté lettek nyilvánítva.
A városon belül kiterjedt zöldferületek találhatók, gyakran parkok formájában. Ezeket sokféle állatfaj lakja, például galambok, nílusi ludak, mókusok és nyulak. A Biebrich kastélypark területén örvös sándorpapagájok és nagy sándorpapagájok telepedtek le. A túlszaporodó madaraknak már kevés az élőhely, így már a Rajna túlpartján is megjelentek. Összesen több mint 40 000 fa áll a városban. A mezőgazdaságilag hasznosított környéken különösen a gyümölcsösök védett és fajgazdag élőhelyeket képeznek.

### Éghajlata
Wiesbadenben, a Taunus-hegység déli lába által védett helyen, enyhe éghajlat uralkodik. Az évi középhőmérséklet 9,5 °C, az évi csapadék mennyisége 622 l/m². A napsütéses órák száma évente kb. 1565 óra, amellyel Wiesbaden a legmelegebb német városok közé tartozik.

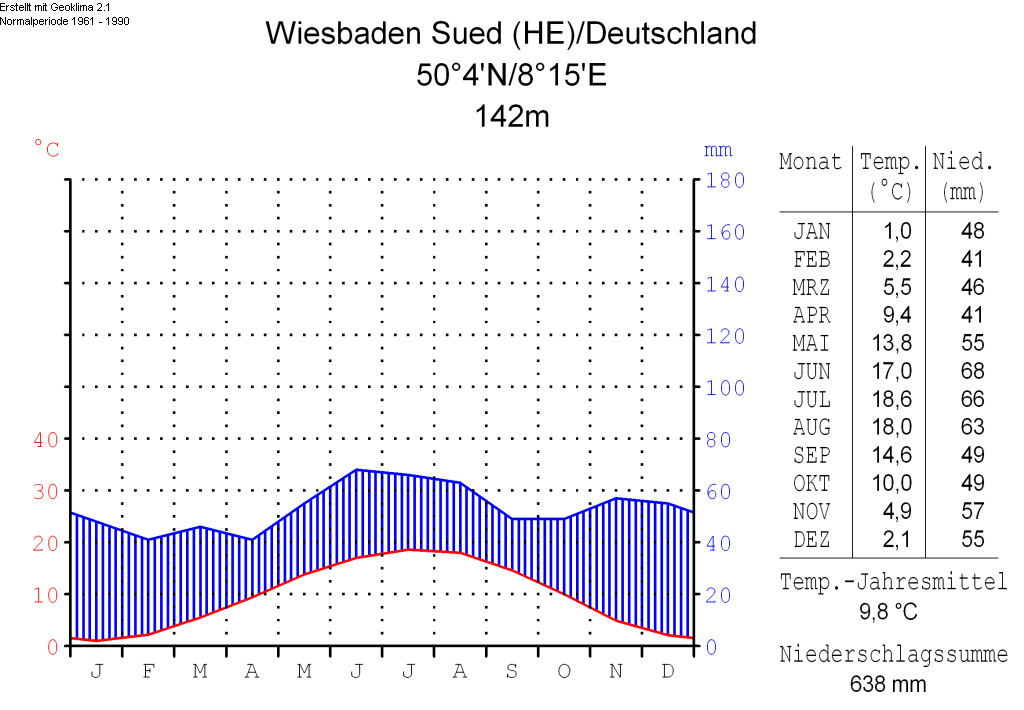
Wiesbaden Süd mérőpont éghajlati diagramja
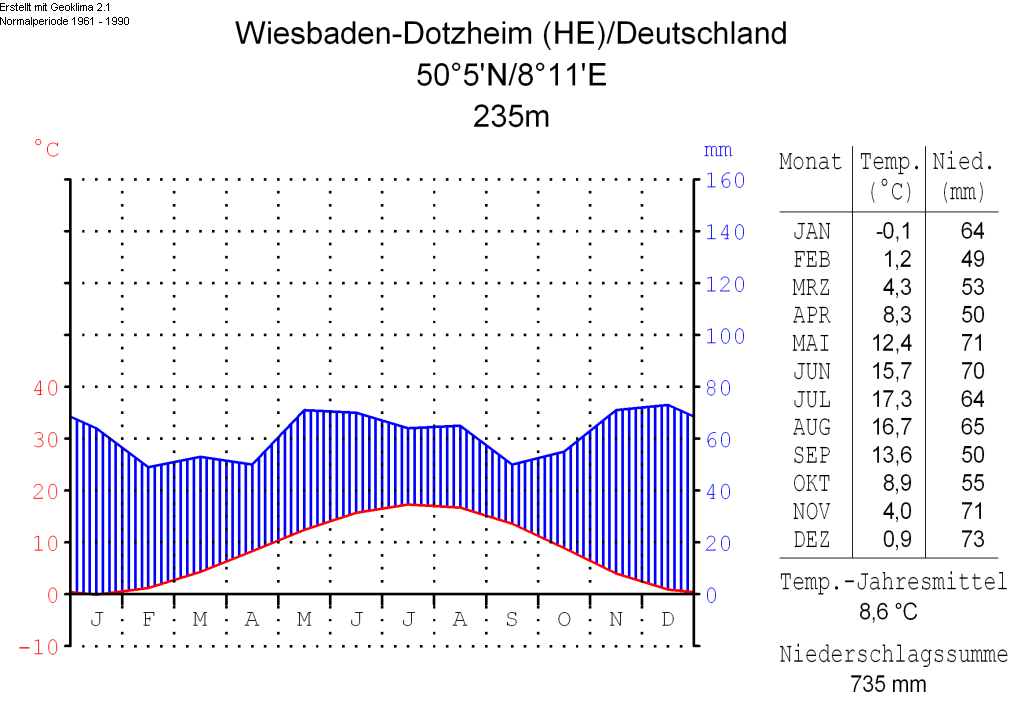
Wiesbaden-Dotzheim mérőpont éghajlati diagramja

| Hónap                         | Jan. | Feb. | Már. | Ápr. | Máj. | Jún. | Júl. | Aug. | Szep. | Okt. | Nov. | Dec. | Év   |
| ----------------------------- | ---- | ---- | ---- | ---- | ---- | ---- | ---- | ---- | ----- | ---- | ---- | ---- | ---- |
| Átlagos max. hőmérséklet (°C) | 4,3  | 6,6  | 10,2 | 15,3 | 19,3 | 23,8 | 26,4 | 24,8 | 20,4  | 14,0 | 8,3  | 5,8  | 15,0 |
| Átlaghőmérséklet (°C)         | 1,8  | 3,2  | 5,9  | 9,9  | 13,9 | 17,9 | 20,0 | 18,6 | 14,6  | 10,1 | 5,5  | 3,5  | 10,5 |
| Átlagos min. hőmérséklet (°C) |      |      | 1,8  | 4,4  | 8,3  | 12,1 | 13,9 | 13,1 |       |      | 2,7  | 1,2  | 4,8  |
| Átl. csapadékmennyiség (mm)   | 73   | 57   | 56   | 36   | 60   | 60   | 53   | 45   | 54    | 47   | 62   | 74   | 677  |
| Forrás:                       |      |      |      |      |      |      |      |      |       |      |      |      |      |

## Címere
A város címerének leírása: a címerpajzson kék mezőben három sárga liliommal (fent 2, lent 1 liliom). Ezt az összeállítást először a 16. században használták. A liliomok a Bourbon-házra utalnak, a kék és sárga szín a Nassau Hercegség színei voltak. A mai címert 1906-ban fogadták el.

## Története

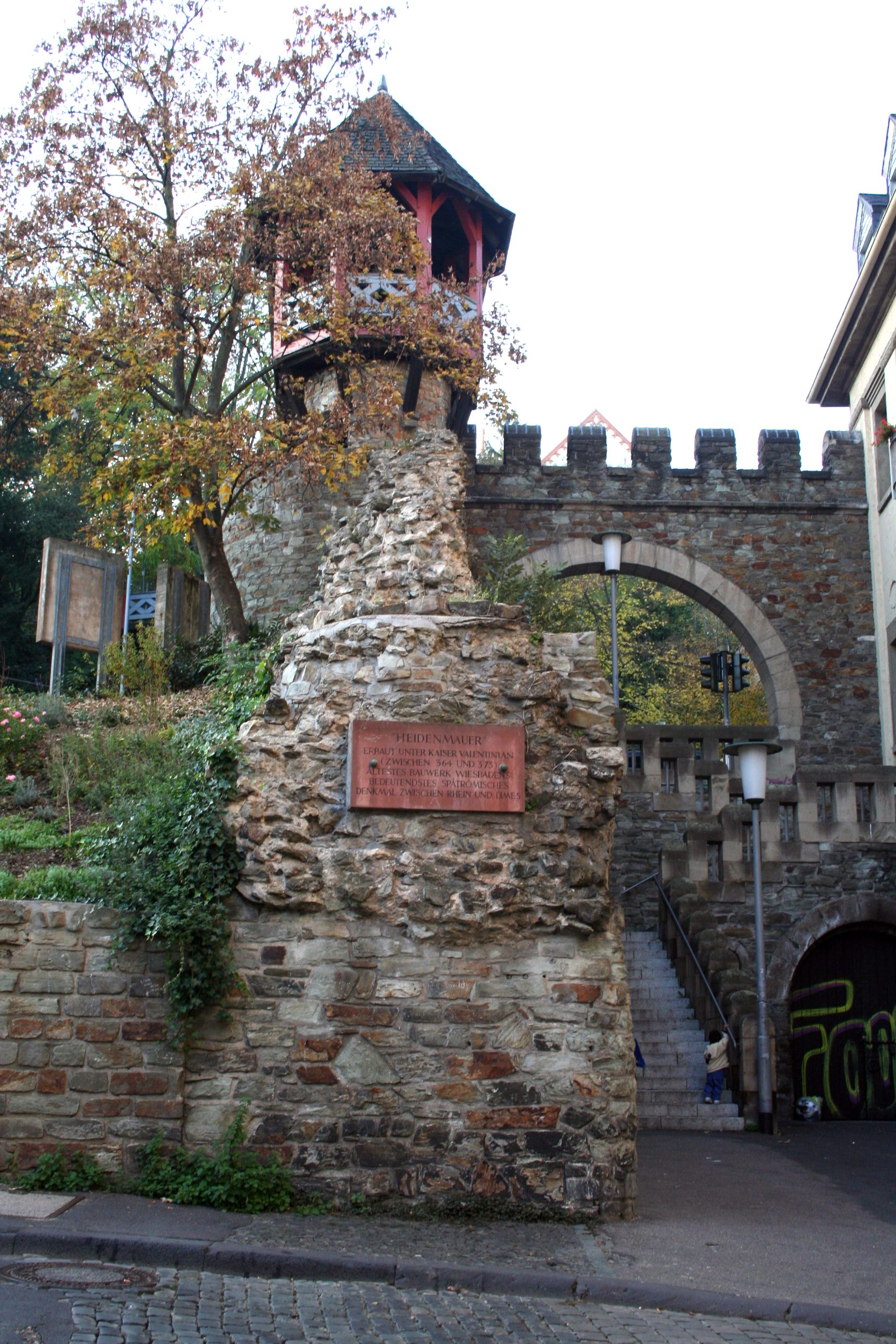
A város legrégebbi épülete: a 364 és 373 között I. Valentinianus római császár alatt épült Heidenmauer maradványai az 1903-ban épült római kapuval (Römertor)

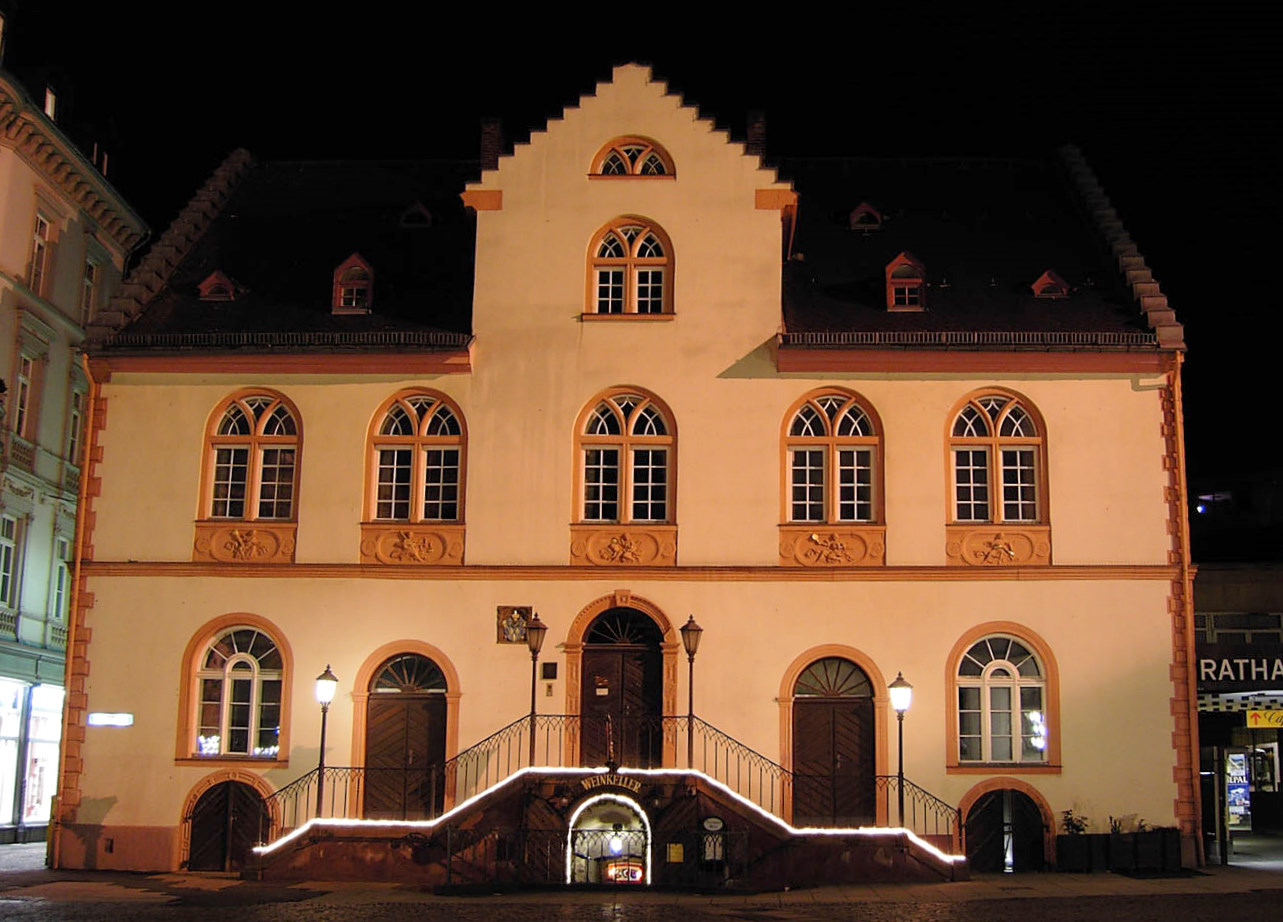
A belváros legidősebb fennmaradt épülete: az 1609 és 1610 között épült régi Városháza

Wiesbaden hőforrásai már a római korban ismertek voltak. A rómaiak a város közelében i. sz. 6 és 15 között erődítményt építettek. A települést Aquae Mattiacorum-nak (Mattiáki vizek) nevezték, ezért látható például az „Aquis Mattiacis” (a Mattiáki vizeknek szentelve) felirat a kaszinó épületén is. A hőforrásokat először Idősebb Plinius említi az i. sz. 77-ben írt Naturalis Historia című művében.
Wiesbadent első alkalommal Nagy Károly király krónikása, Eginhard említette Wisibada néven, 830 körül. 1170-ben a Nassau-ház vette birtokba a mai Wiesbaden területét. 1232-ben Wiesbaden a Német-római Birodalom városa volt. 1298-ban Adolf német király megalapította a Klarenthal kolostort. Ugyanebben az évben egy sikertelen ostrom érte a várost.
1609–1610 között épült Wiesbaden legrégebbi, még ma is létező épülete, a régi Városháza. A legtöbb régi épület az 1547-es és az 1561-es tűzvész során megsemmisült.
1744-ben Károly Ágost nassaui herceg beköltözött a Rajna partján fekvő kastélyba, és Biebrich (amely 1926-ig önálló város volt, ma Wiesbaden kerülete) a hercegség fővárosa lett.
1806-ban Frigyes Ágost nassaui herceg átköltözött az előkelőbb Wiesbadenbe, amely így a hercegség székhelyévé vált.
1866-ban a porosz-osztrák háborút követően a város a Nassaui hercegséggel együtt Poroszországhoz került. 1894-től a német császár, II. Vilmos minden évben hosszabb látogatásokat tett Wiesbadenben. Carl von Ibell, aki 1883-tól 1913-ig Wiesbaden főpolgármestere volt, jó kapcsolatot tartott fenn a porosz királlyal. Többek között ez hozott nagyarányú fellendülést a gyógyturizmus terén, és a város „világgyógyüdülőhely” (Weltkurstadt) hírnévre tett szert. Császárok, királyok, hercegek és az orosz cár gyakrabban jártak Wiesbadenbe, mint Berlinbe. Sehol a világon nem lehetett ennyi nemes embert egyszerre látni abban az időben, mint a német császár kedvenc üdülőhelyén. IX. Keresztély dán király például 1882 és 1905 között 24-szer tartózkodott itt gyógykúrán. 1894-ben II. Vilmos császár megbízásából felépült a jelenlegi Hesseni Állami Színház, amelyet a bécsi Fellner és Helmer építészpáros tervezett.

Régi Városháza – 1893

1905-ben a lakosság száma átlépte a 100 000-es határt, így Wiesbaden nagyváros lett, az erőteljes népességnövekedés miatt kiterjedt városbővítésre vált szükségessé. Számos új városi terület jött létre és épült be a klasszicizmus, a historizmus és a szecesszió stílusában. Ez idő alatt Wiesbaden lett az a város, ahol a legtöbb milliomos élt Németországban az ott letelepedett milliomos családok és a környező nagyvállalatok miatt.
Az első világháború után elmaradt a sok nemes és gazdag látogató. A kizárólag a gyógyintézetekre és turizmusra épülő korábbi gazdasági élet működésképtelenné vált. 1918-ban a francia hadsereg foglalta el, és 1921-ben itt írták alá a wiesbadeni egyezményt a Franciaországnak fizetendő német háborús jóvátételi kifizetésekről. 1925-ben Wiesbaden lett a brit rajnai hadsereg központja, és addig az is maradt, amíg a megszálló hatalmak 1930-ban ki nem vonultak a Rajna-vidékről. A város vezetése a gazdaság talpraállítása érdekében különböző ipari jellegű településeket csatolt Wiesbadenhez, így lett 1926-ban a város része a korábbi hercegségi székhely, Biebrich is.
1937-ben épült a katonai repülőtér Erbenheimben, amelyet a náci Németország légiereje, a Luftwaffe a háború során kiképzőközpontként és légibázisként használt. A második világháborúban, 1940-től 1944-ig a „Nassauer Hof” nevű szállodában tartották a német-francia fegyverszüneti tárgyalásokat.  A második világháború alatt Wiesbaden számos kisebb szövetséges bombatámadást élt át. A szövetségesek sok légitámadást intéztek a bázis ellen, amelyet a Luftwaffe 1945 márciusában hagyott el. A várost érő legsúlyosabb, 1945. február 2–3-i éjszakai bombázást a Brit Királyi Légierő hajtotta végre, de a rossz időjárási körülmények miatt elvétették a tervezett célterületet, és így az akció teljesen sikertelen volt. Ennek ellenére 1000 ember meghalt, 28 000 pedig hajléktalanná vált. 550 épület romba dőlt, további 450 pedig súlyos károkat szenvedett. A légibázist az előrenyomuló amerikai szárazföldi hadsereg elfoglalta, és 1948-ban az USA Légierő Európai Főhadiszállásának (Headquarters of US Air Force in Europe) székhelyévé tették.
Dwight D. Eisenhower tábornok alapította meg az amerikai megszállás alatt álló Nagy-Hessen államot, Wiesbaden pedig 1945. október 12-én Nagy-Hessen fővárosává vált, a katonai kormány 1. számú szervezeti rendeletével. Így maradt ez Hessen tartomány megalapítása után is, miután 1946. december 1-jén, a Hessen Állam alkotmányáról szóló népszavazást megtartották, mert az alkotmányban nincs meghatározva annak fővárosa.
A berlini blokád idején, 1948. június 26-tól innen is startoltak az úgynevezett „mazsolabombázók” (Rosinenbomber) Nyugat-Berlin felé a lakosság ellátása céljából. 1976-ban a légierő egységeit Ramsteinba telepítették át, de 1983 óta ismét légibázisként működik. Jelenleg itt állomásozik az USA hadseregének 1. Légitámogató Százada (1st Air Support Squadron) és korábban az 1. Páncélos Hadosztálya (1st Armored Division, a.k.a. Old Ironsides).
A háború után Wiesbaden újra főváros lett. A tartományi minisztériumok és két szövetségi intézet (Kriminalisztikai Intézet és Statisztikai Hivatal) felállítása miatt sokan telepedtek le a városban. Így a város lélekszáma 1945 és 1955 között kb. 70 000 lakossal nőtt. A háború utáni évtizedekben a felső tízezer és a burzsoázia hanyatlásával Wiesbaden elvesztette elegáns hangulatát, és ma már társadalmilag alig különbözik más német nagyvárosoktól.

## Népesség

### Népességváltozás a 19. századtól napjainkig
Wiesbaden népességfejlődésének tendenciája azt mutatja, hogy a 19. századi népesség, amelynek beköltözését a város Nassau hercegi székhelyévé emelése indított el, körülbelül 20 évente megduplázódott. 1800 és 1905 között a lakosság száma 2239-ről 100 953-ra nőtt. Ez volt az első alkalom, hogy Wiesbaden 1905-ben elnyerte a nagyváros státuszt, amelyet 1917 és 1919 között rövid időre elvesztett. Az ekkor bekövetkezett stagnálásnak az első beépítési és expanziós időszak vetett véget 1926-ban és 1928-ban. 1939-ben, a második világháború kezdetekor a város lakossága 170 354 főre nőtt. Ennek kedvezett a gazdaságilag kedvező elhelyezkedés a Rajnán, valamint a Ruhr-vidék közelsége, amely az ekkoriban létrejövő egységes Németország ipari központja lett.
A második világháború után sokan költöztek az azt viszonylag épségben átvészelő városba. Az úgynevezett AKK-körzetek, azaz Mainz jobb parti városrészeinek átcsatolása szintén jelentősen megnövelte a népességet, bár a mai napig feszültséget okoz a két szomszédos főváros között. Wiesbadennek 1947 vége óta megszakítás nélkül több mint 200 000 lakosa van; 1956-ban ez a szám már 244 994 volt. A következő 20 évben a népesség csak kismértékben, 250 592-re nőtt. Újabb lendületet kapott a növekedés az 1977-es település-hozzácsatolásokkal, és 1980-ban elérte a 274 464-et, a város emellett a vendégmunkásoknak köszönhetően is tovább fejlődött. A főleg Törökországból érkező vendégmunkások az elővárosokban telepedtek le. A német nagyvárosokban a népesség csökkenésének tendenciájával ellentétben Wiesbaden 2005-ben 274 865 lakosával fenn tudta tartani a lakosságszámát. Ehhez hozzájárult az új lakónegyedek építése a városrészekben.
2002-ben a nem német útlevéllel rendelkező lakosok aránya 17,5% volt. Ez az arány 1980-ban 11,3% volt.
A Wiesbadenben 2011. december 31-én legálisan nyilvántartásba vett külföldiek legnagyobb csoportja Törökországból (10 427 fő), Olaszországból (3784), Lengyelországból (3765), Görögországból (2614), Szerbiából (2094), Marokkóból (1651), az Amerikai Egyesült Államokból (1296), Horvátországból (1228), Portugáliából (1214) és Romániából (1013) érkezett. A hivatalos statisztika nem tartalmazza a Németországban született honosított személyeket és a külföldi származású gyermekeket.

### Wiesbaden népességének változása
| Év   | Lakosság |
| ---- | -------- |
| 1521 | 192      |
| 1629 | 915      |
| 1699 | 730      |
| 1722 | 1329     |
| 1800 | 2239     |
| 1840 | 11 648   |
| 1861 | 20 800   |
| 1864 | 26 600   |
| 1867 | 30 100   |
| 1871 | 35 500   |
| 1875 | 43 700   |
| 1880 | 50 238   |
| 1885 | 55 454   |

| Év   | Lakosság |
| ---- | -------- |
| 1890 | 64 670   |
| 1895 | 74 133   |
| 1900 | 86 111   |
| 1905 | 100 953  |
| 1910 | 109 002  |
| 1916 | 90 310   |
| 1917 | 86 555   |
| 1919 | 97 566   |
| 1925 | 102 737  |
| 1933 | 159 755  |
| 1939 | 170 354  |
| 1945 | 172 083  |
| 1946 | 188 370  |

| Év   | Lakosság |
| ---- | -------- |
| 1950 | 220 741  |
| 1956 | 244 994  |
| 1961 | 253 280  |
| 1965 | 260 331  |
| 1970 | 250 122  |
| 1975 | 250 592  |
| 1980 | 274 464  |
| 1985 | 266 623  |
| 1987 | 251 871  |
| 1990 | 260 301  |
| 1995 | 267 122  |
| 2000 | 270 109  |
| 2005 | 274 865  |
| 2010 | 275 976  |

## Városszerkezet

A város kerületei

A város 26 városrésznek (németül: Stadteil) nevezett egységből áll. Ezek közül a hat belvárosi városrészt kerületnek (Bezirk), a többi huszat pedig elővárosnak (Vorort) nevezik.
1926-ban, 1928-ban, 1945-ben és 1977-ben jelentősebb hozzácsatolások történtek.
Biebrich 1926-ig önálló város volt (Biebrich am Rhein). Az első világháború után elmaradtak a gazdag látogatók Wiesbadenből, ezért a település gazdasági életének kiegyensúlyozása érdekében ipari településeket csatoltak a városhoz. Ezek egyike volt Biebrich.
Mainz-Amöneburg, Mainz-Kastel és Mainz-Kostheim 1945-ig Mainzhoz tartoztak, de Franciaország és az Amerikai Egyesült Államok katonai közigazgatásának idején, amikor a Rajna Hessen és Rajna-vidék–Pfalz között határfolyó lett, a településeket Wiesbadenhez csatolták. Megtartották azonban korábbi nevükben a „Mainz-“ előtagot.
A város legnagyobb kerülete népesség szerint Biebrich (36 586 lakó), terület szerint pedig Dotzheim (1827 hektár).

## Vallás
1543-ban a nassaui uralkodóház bevezette a reformációt. A 18. század végéig a lakosság többsége evangélikus, ezután a betelepüléseknek köszönhetően egyre több lett a református. 1817-ben a Nassaui Hercegségben az evangélikus és a református közösségek unióra léptek, innentől áll fenn a Nassaui Evangélikus Egyház, mely 1934 és 1945–1946 között a Hesseni Evangélikus Egyházzal közös vezetés alatt állt.
A 18. század végétől a római katolikusok is újra jelen vannak, akik 1791-től tarthatnak nyilvános istentiszteleteket, és 1801-től rendelkeznek saját imaházzal. A Wiesbaden római katolikus egyházkerület a Limburgi egyházmegyéhez (limburgi püspökséghez) tartozik.
A zsidó közösség 1869-ben zsinagógát épített. A Kristályéjszakán a zsinagógát lerombolták, de a második világháború után, 1946-ban újjáépítették. Ma 700 tagja van a közösségnek.
A 2011-es népszámlálás szerint a lakosság 28,3%-a protestáns, 22,9%-a római katolikus, 48,8% nem tartozik egy felekezethez sem, más vallási közösséghez tartozott vagy nem válaszolt. 2019 végén a város lakóinak 21,8%-a (63 336 fő) protestáns volt, 19,9% (57 761) katolikus és 58,4% (170 012) egyéb vallást követett, vagy egyet sem, ebbe beleértve a muszlimok körülbelüli 13,6%-át (39 690). A katolikusok és főleg a protestánsok száma tehát csökkent a megfigyelt időszakban, miközben a felekezeten kívüliek aránya nőtt.

### Egyházak a városban
- ókatolikus egyház
- anglikán egyház
- keleti szír keresztények
  - Asszír keleti egyház
  - Káld rítusú katolikusok
- Wiesbadeni Apostoli Közösségek
- Bahái vallás
- Baptisták
- Testvérközösség
- Christian Science
- Evangélikus-metodista egyház
- Hesseni és Nassaui evangélikus egyház
- görögkatolikusok
- zsidók
- nazarénusok
- mormonok
- Új Apostoli Egyház
- római katolikusok
- orosz ortodoxok
- Hetednapi adventisták
- Szír ortodox egyház
- Jehova tanúi

### Wiesbaden jelentősebb templomai

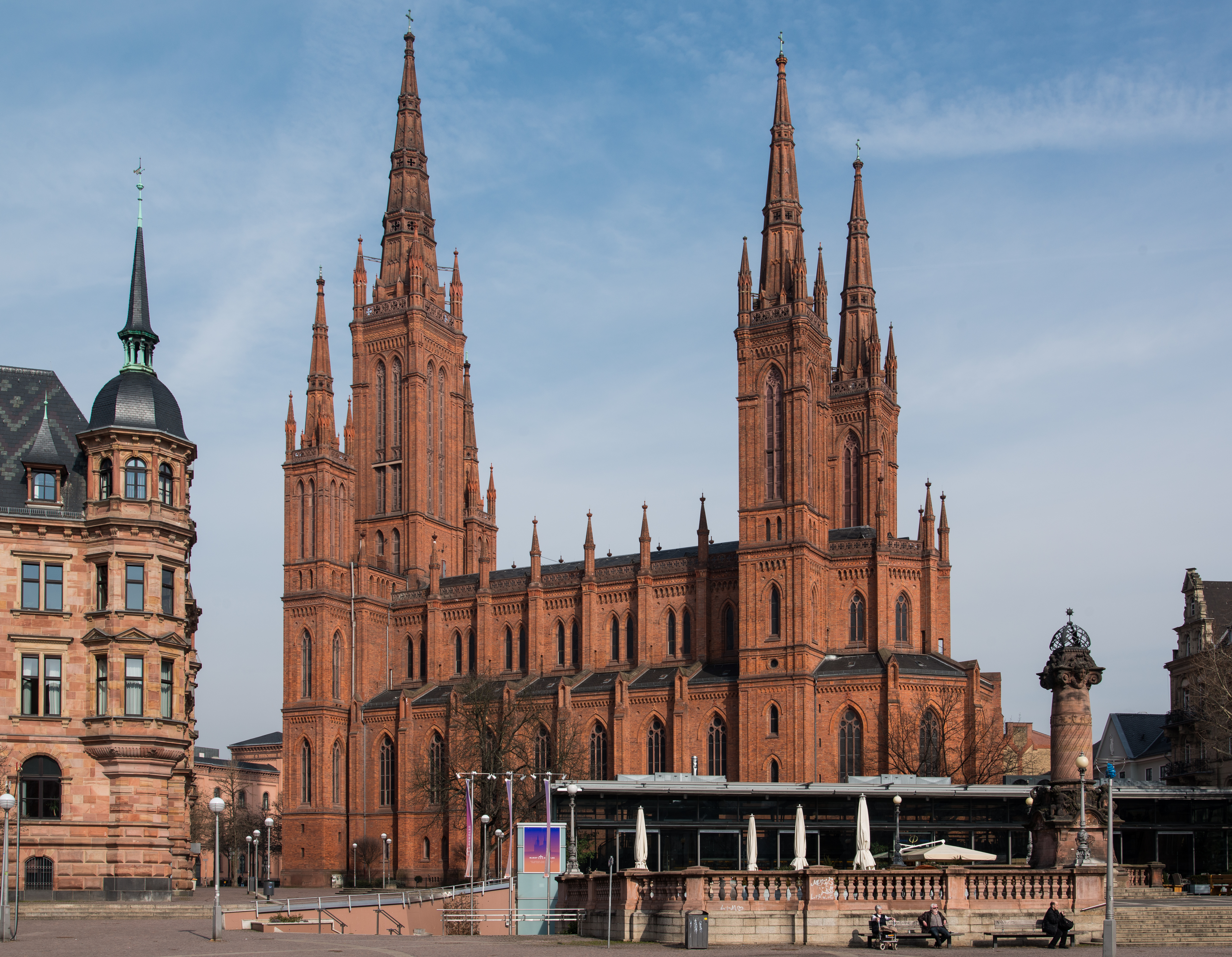
A Nassauer Landesdom, helyi nevén Marktkirche az evangélikusok főtemploma, tervezte Carl Boos
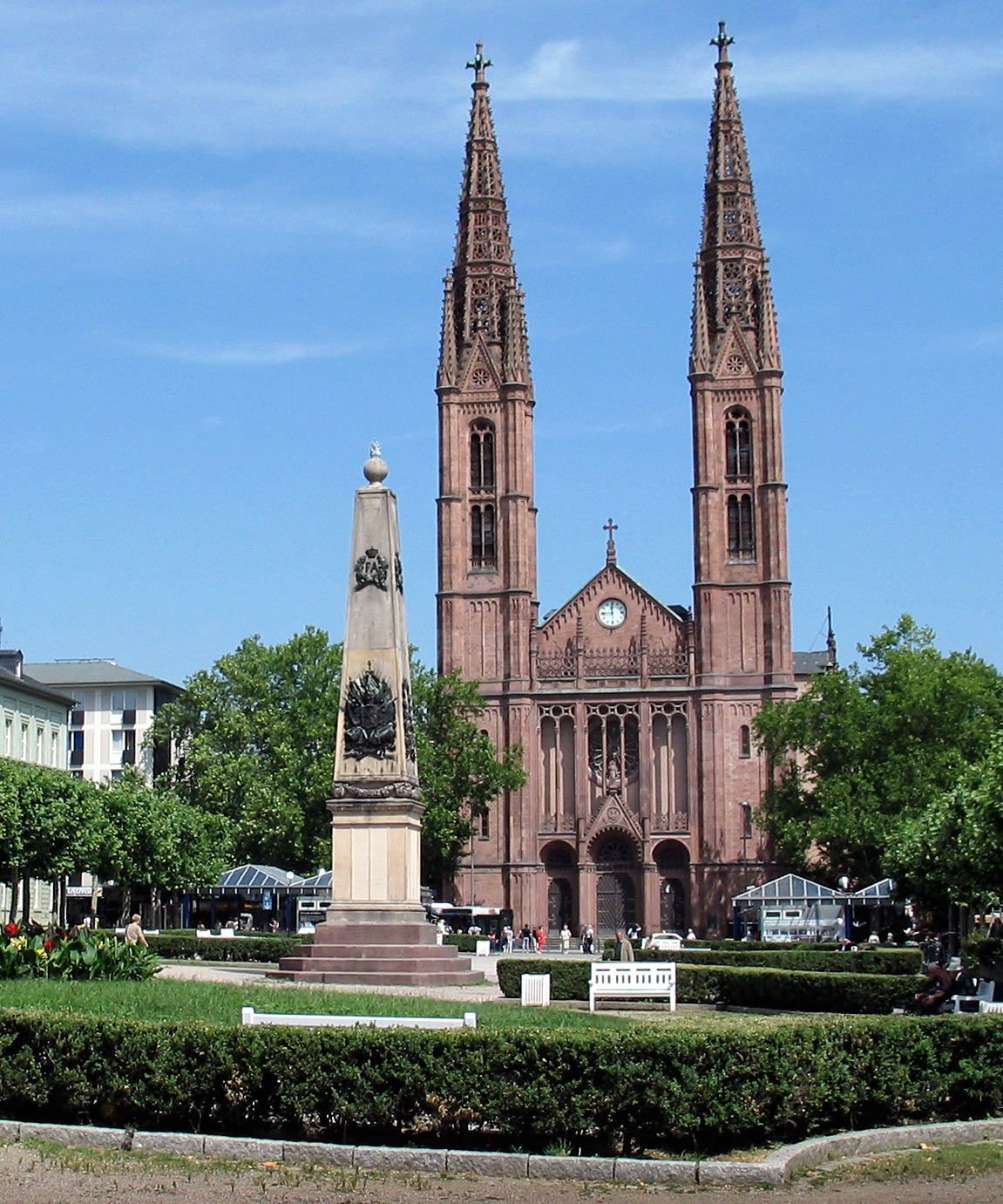
A Luisenplatzon álló Sankt Bonifatius-Kirche a katolikusok legnagyobb wiesbadeni temploma, tervezője Philipp Hoffmann.
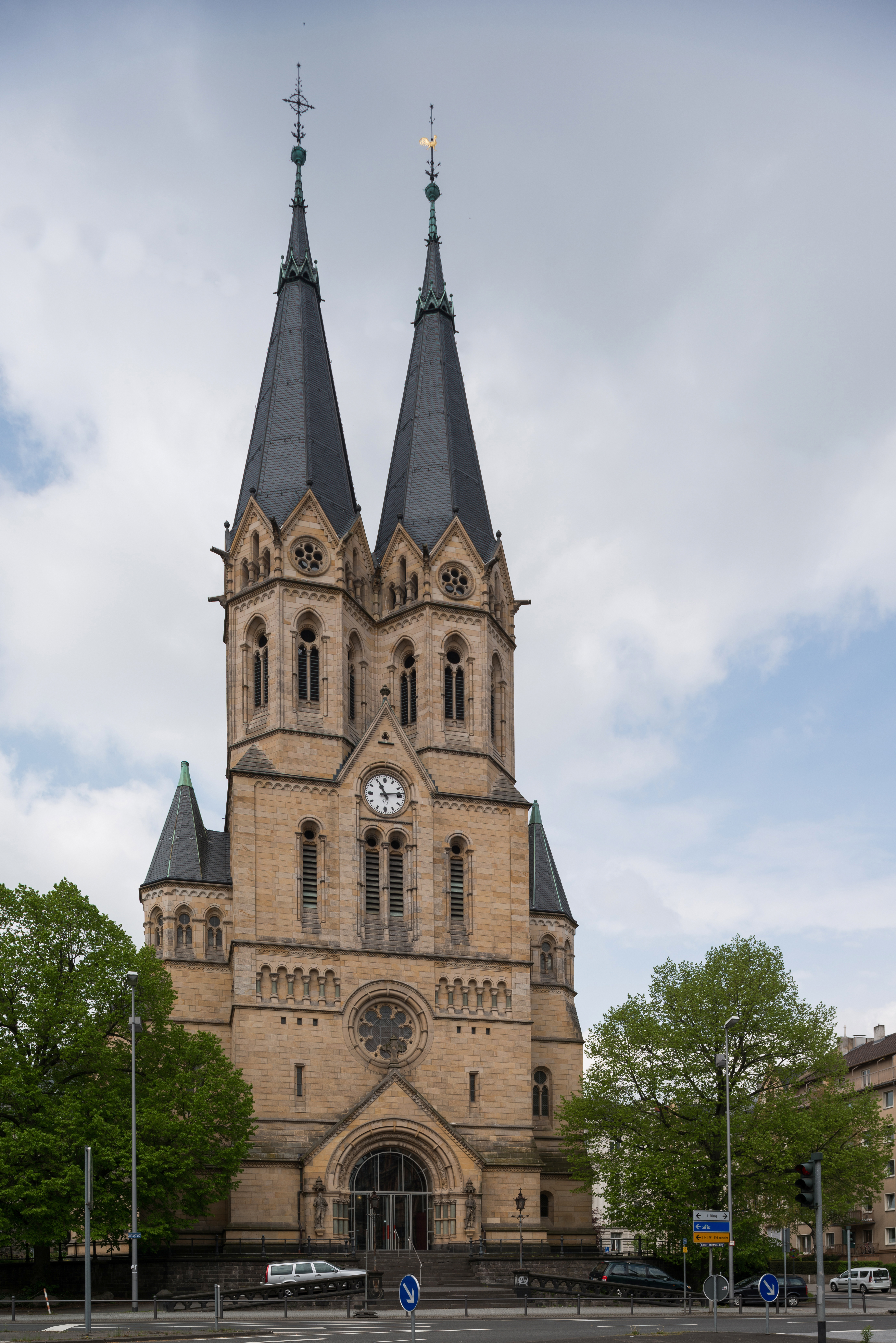
A protestáns Ringkirche, tervezője Johannes Otzen.
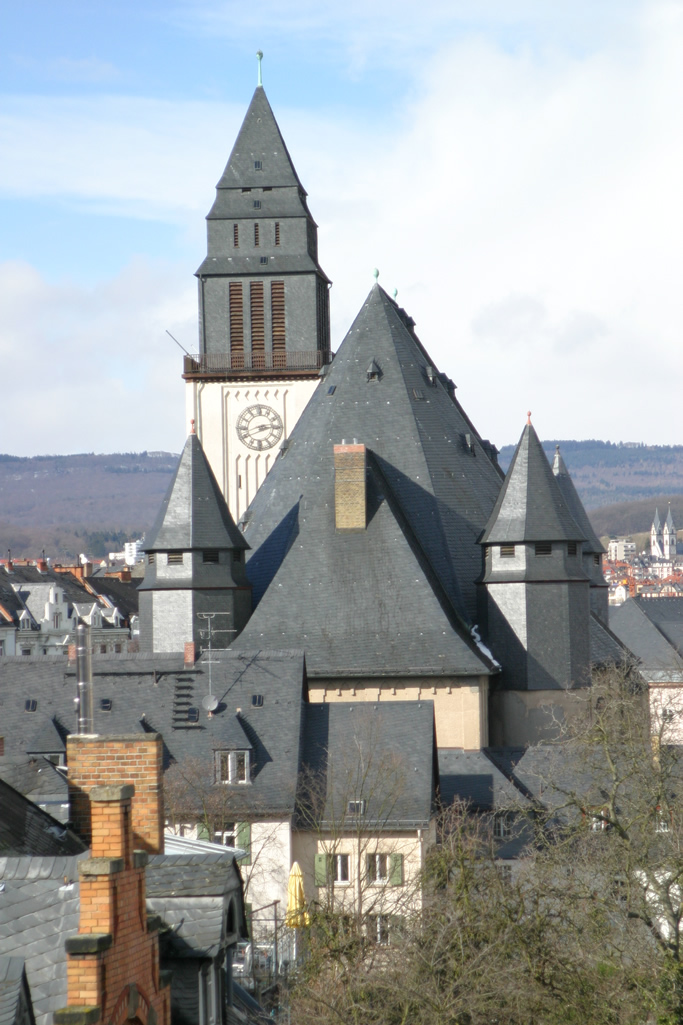
Az evangélikus Lutherkirche.
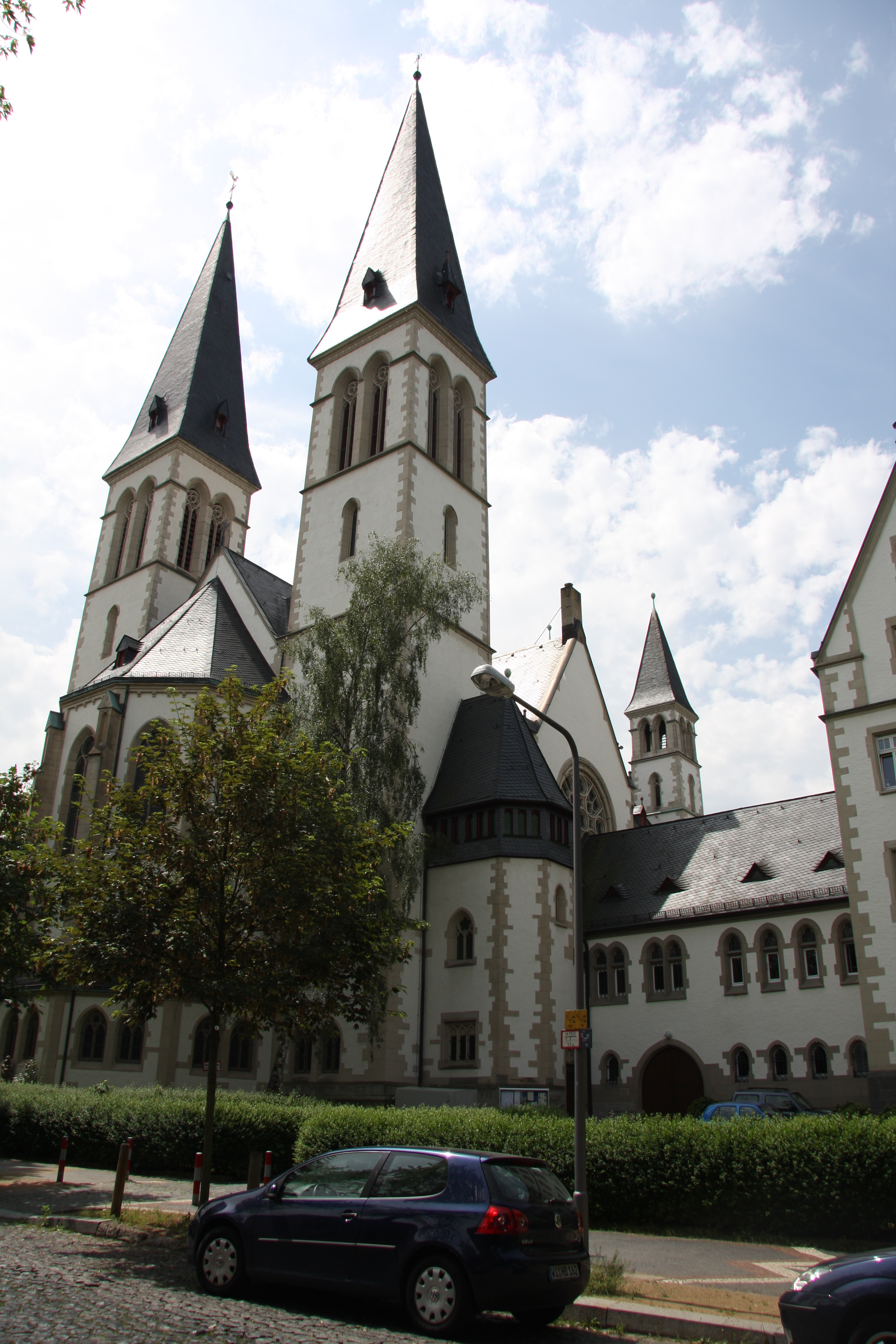
A szomszédos Dreifaltigkeitskirche.
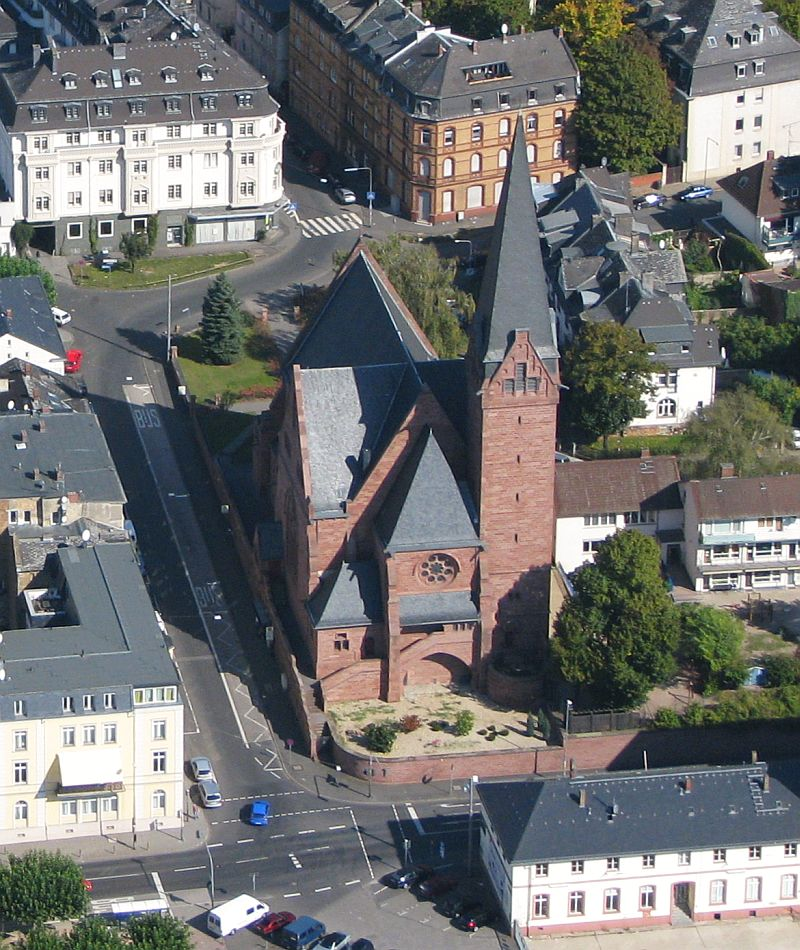
Az Oranier-Gedächtniskirche Bebrichben.
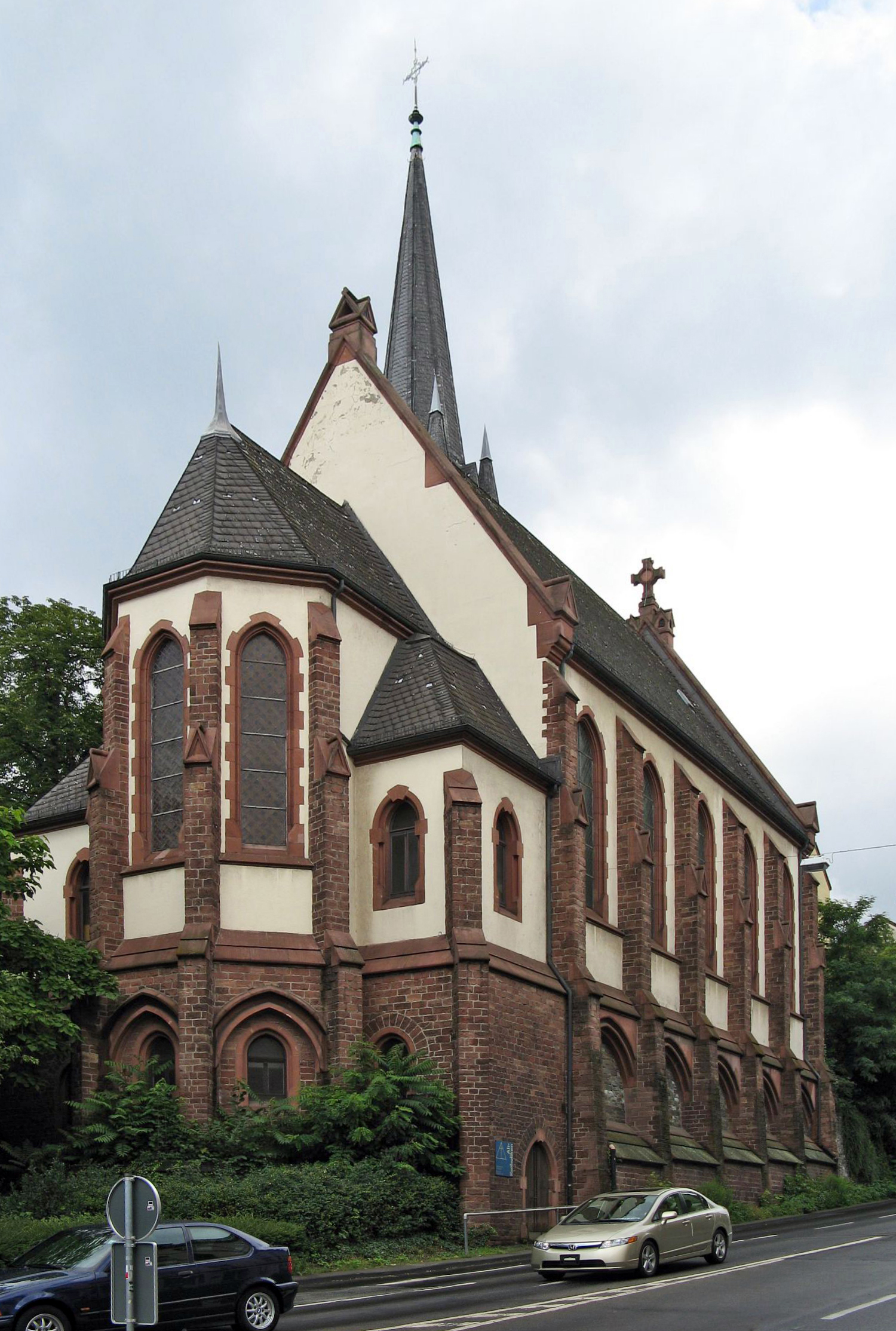
Az ókatolikus Friedenskirche.
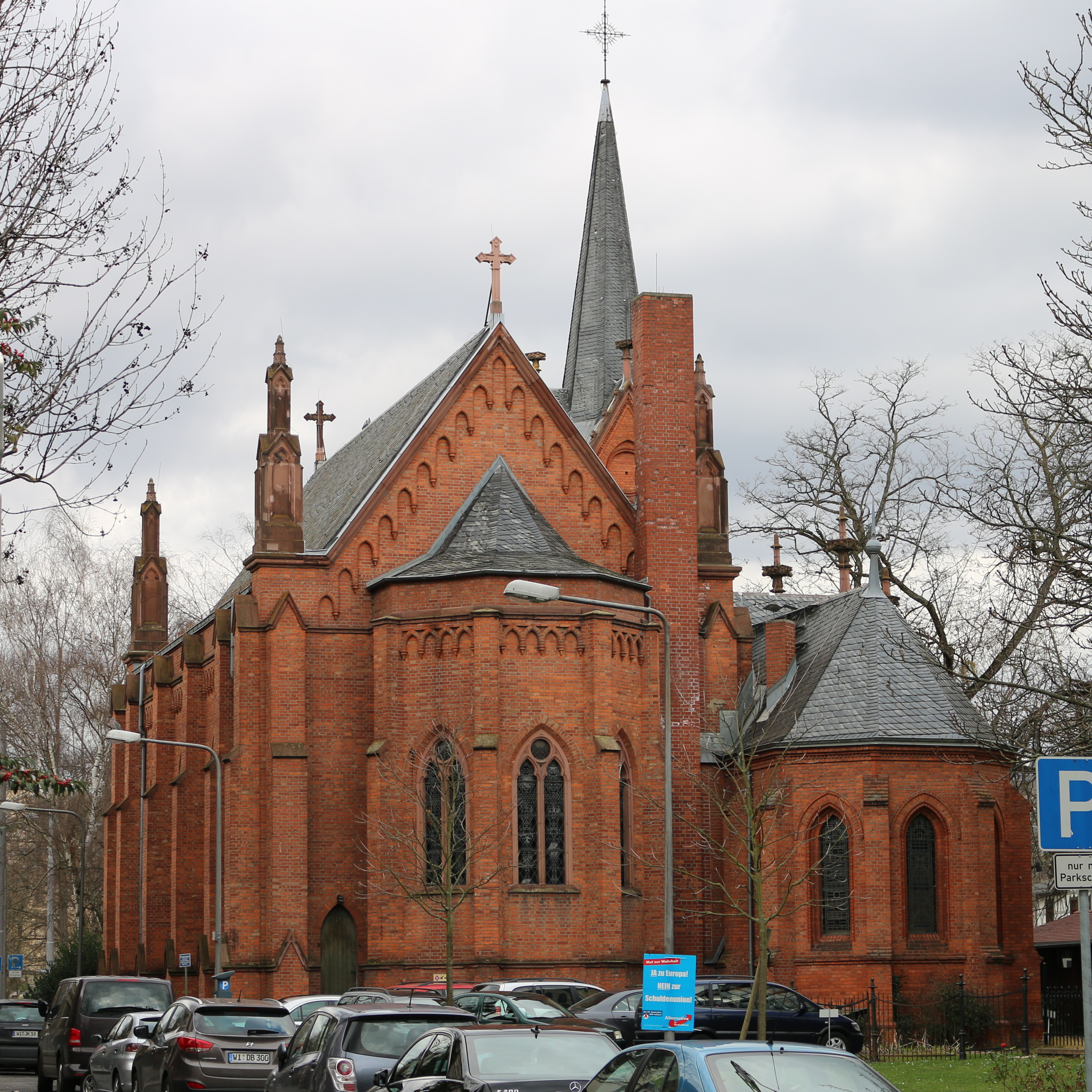
Az anglikánok városi temploma.
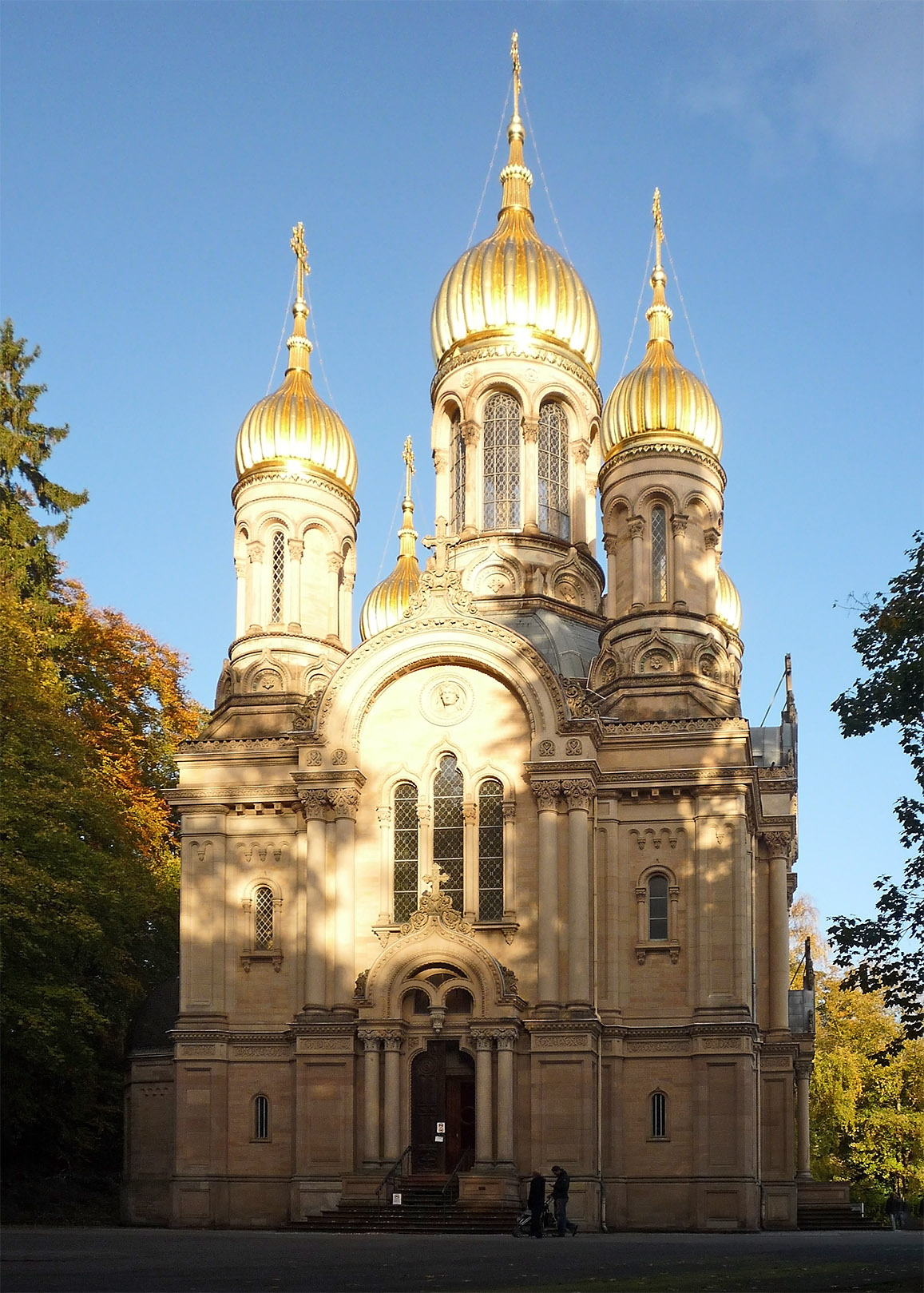
A Nerobergen álló orosz ortodox Szent Erzsébet templomot szintén Philipp Hoffmann tervezte.
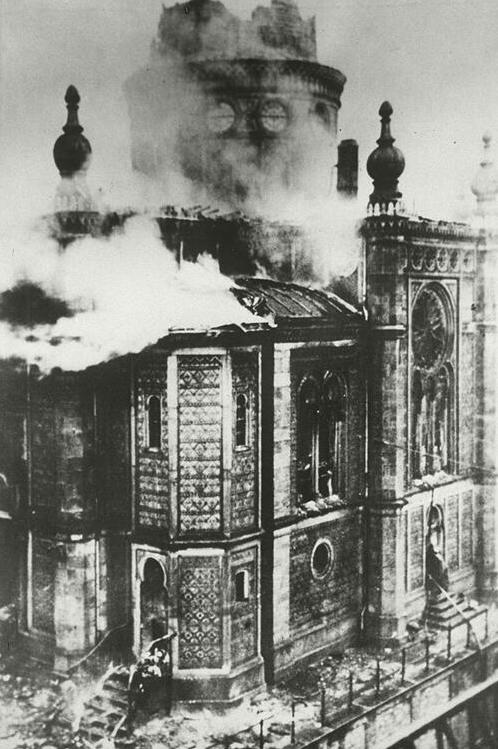
Az égő régi zsinagóga.

## Politika

### A városi tanács
A tanács élén a főpolgármester áll, akit a városi lakosság közvetlen módon választ. Az aktuális főpolgármester 2019 óta Gert-Uwe Mende (SPD). Ő alatta áll a polgármester, valamint a különböző részlegekre felosztott referatúrák (németül Dezernat) vezetői, akiket a városi tanács gyűlése választ. Ezen kívül minden kerületnek van önkormányzata, amelynek élén elnök áll. Ők képviselik a kerületek érdekeit a városi tanácsban, amelyben 81 képviselői hely van.

#### A városi tanács összetétele
A városi tanács Wiesbaden város önkormányzatában a lakosság képviselője. A polgárok ötévente döntenek a 81 hely kiosztásáról. A 2016. március 6-i helyhatósági választásokon a következő eredmények születtek a korábbi helyhatósági választásokhoz képest:
| Pártok és választói közösségek | Pártok és választói közösségek      | % 2016 | Helyek 2016 | % 2011 | Helyek 2011 | % 2006 | Helyek 2006 | % 2001 | Helyek 2001 |
| ------------------------------ | ----------------------------------- | ------ | ----------- | ------ | ----------- | ------ | ----------- | ------ | ----------- |
| SPD                            | Németország Szociáldemokrata Pártja | 25,9   | 21          | 28,9   | 23          | 30,2   | 25          | 34,7   | 28          |
| CDU                            | Kereszténydemokrata Unió            | 24,7   | 20          | 32,7   | 27          | 36,2   | 29          | 36,5   | 30          |
| GRÜNE                          | Szövetség ’90/Zöldek                | 14,1   | 11          | 19,1   | 16          | 12,1   | 10          | 10,2   | 8           |
| AfD                            | Alternatíva Németországért          | 12,8   | 11          | —      | —           | —      | —           | —      | —           |
| FDP                            | Német Szabaddemokrata Párt          | 9,8    | 8           | 5,0    | 4           | 9,0    | 7           | 12,0   | 10          |
| DIE LINKE.                     | Baloldali Párt                      | 6,2    | 5           | 4,1    | 3           | 3,3    | 3           | 1,7    | 1           |
| BLW                            | Wiesbadeni Polgár Lista             | 1,7    | 1           | 3,8    | 3           | 3,7    | 3           | —      | —           |
| FREIE WÄHLER                   | Szabad Választók                    | 1,4    | 1           | 1,2    | 1           | —      | —           | —      | —           |
| PIRATEN                        | Német Kalózpárt                     | 1,1    | 1           | 2,1    | 2           | —      | —           | —      | —           |
| ULW                            | Wiesbadeni Független Lista          | 1,0    | 1           | —      | —           | —      | —           | —      | —           |
| ALFA, jetzt LKR                | Liberális-Konzervatív Reformerek    | 0,9    | 1           | —      | —           | —      | —           | —      | —           |
| REP                            | Republikánusok                      | —      | —           | 2,2    | 2           | 5,0    | 4           | 4,9    | 4           |
| Egyéb                          | Egyéb                               | 0,3    | 0           | 0,9    | 0           | 0,5    | 0           | —      | —           |
| Összesen                       | Összesen                            | 100,0  | 81          | 100,0  | 81          | 100,0  | 81          | 100,0  | 81          |
| Részvételi arány %             | Részvételi arány %                  | 43,4   | 43,4        | 41,2   | 41,2        | 39,6   | 39,6        | 47,2   | 47,2        |

#### Wiesbaden főpolgármesterei
| - 1849-1868: Heinrich Fischer (polgármester) - 1868-1882: Wilhelm Lanz (polgármester) - 1882-1883: Christian Schlichter (polgármester) - 1883-1913: Dr. Carl Bernhard von Ibell - 1913-1919: Dr. Karl Glässing - 1919-1929: Fritz Travers (DVP) - 1930-1933: Georg Krücke (DVP) - 1933-1937: Alfred Schulte (NSDAP) - 1937-1945: Dr. Erich Mix (NSDAP) - 1945-1946: Georg Krücke (FDP) | - 1946-1953: Hans Heinrich Redlhammer (CDU) - 1954-1960: Dr. Erich Mix (FDP) - 1960-1968: Georg Buch (SPD) - 1968-1980: Rudi Schmitt (SPD) - 1980-1982: Georg-Berndt Oschatz (CDU) - 1982-1985: Dr. Hans-Joachim Jentsch (CDU) - 1985-1997: Achim Exner (SPD) - 1997-2007: Hildebrand Diehl (CDU) - 2007-2013: Helmut Müller (CDU) - 2013 -2019 Sven Gerich (SPD) - 2019-től Gert-Uwe Mende (SPD) |

## Gazdaság

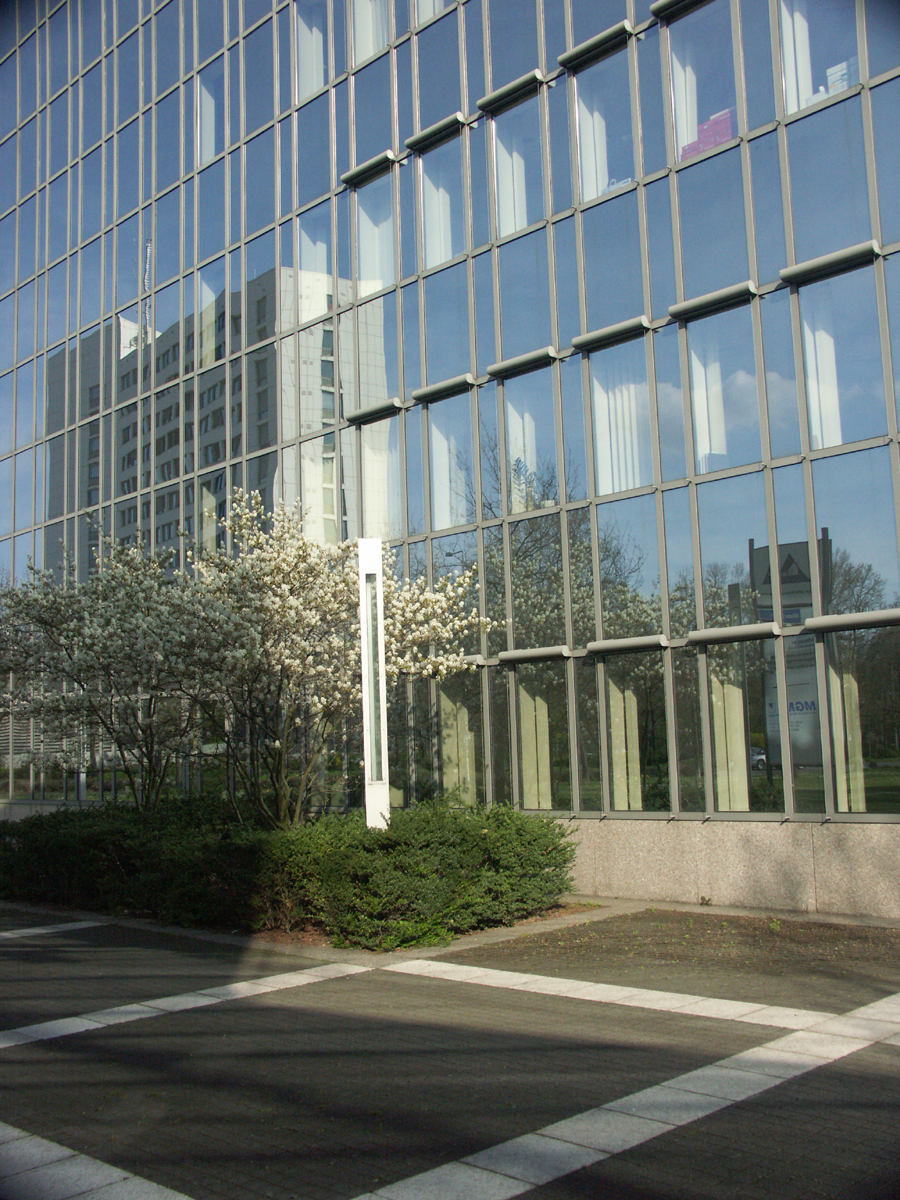
A város modern arca: A Delta-Haus. A tükörképen a belügyminisztérium látható.

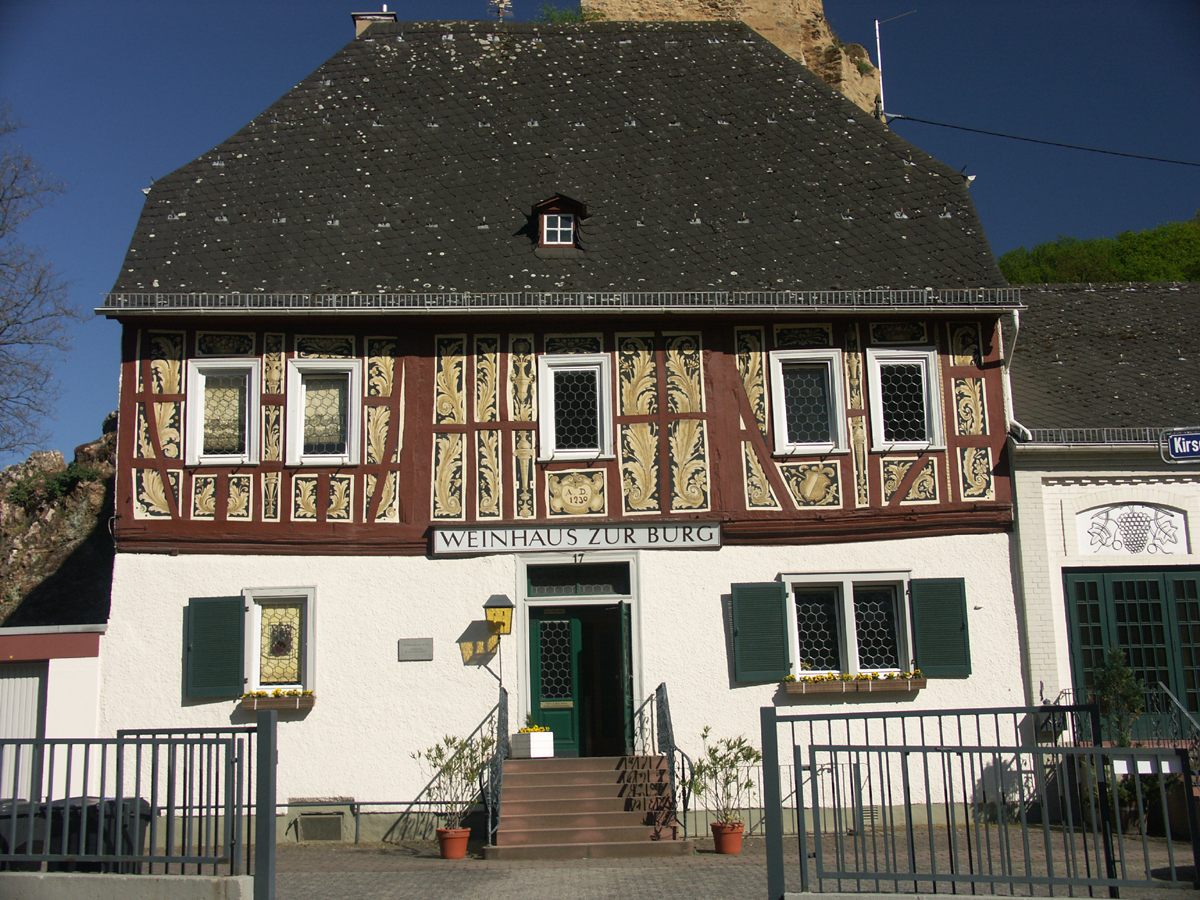
A Frauenstein nevű városkerületben a bortermésnek különleges régi hagyománya van. A kép a vári borvendéglőt mutatja, amely 1230-ban épült.

Wiesbaden a Rajna–Majna terület részeként fontos szolgáltatóközpont, az ipar viszont hanyatlásnak indult az utóbbi húsz évben.
A kézműves vállalkozásoktól kezdve a nagyobb vállalatokig bezárólag mintegy 12 000 vállalkozás székhelye található a városban. A Wiesbadeni Kereskedelmi és Iparkamara felelős a szomszédos Rheingau-Taunus járásban és Hochheim am Main városában működő vállalatokért is. 2016-ban Wiesbaden közigazgatási határain belül 17,144 milliárd euró bruttó hazai terméket állított elő, ezzel a német városok gazdasági teljesítmény szerinti rangsorában a 21. helyet szerezte meg. Ugyanebben az évben az egy főre eső GDP 61 913 euró volt fejenként (Hessen tartományban ez az érték 43 496 euró, Németország átlaga pedig 38 180 euró/fő). Az egy dolgozóra jutó GDP 93 022 euró. Németország vásárlóerejéhez képest Wiesbaden 2012-ben 114 (Németország: 100) indexet ért el, ami egy lakosonként mintegy 23 400 euró vásárlóerőnek felel meg, ezzel Németország tizedik leggazdagabb városa, és Frankfurt után a második leggazdagabb hesseni város (24 310 euró). Összehasonlításképpen München rendelkezik a legmagasabb értékkel a német nagyvárosok között, lakónként körülbelül 28 247 euróval. Sonnenberg vásárlóereje a városrészek közül a legmagasabb, lakónként körülbelül 32 300 euró.
2012. december 31-én Wiesbaden városa 1,46 milliárd eurós adóssággal rendelkezett (ez lakosonként 5374 eurónak felel meg). Az egy lakosra eső adósság alapján mérve Wiesbaden volt a legkevésbé eladósodott független város Hessenben.

### Gyógyfürdők és gyógyintézetek
Az első világháború előtt Wiesbaden fontos gyógyfürdőváros város volt. Ma is több klinikát találunk itt. A városban a 18 kórház és klinika között van a híres DKD-nek (német diagnósztikai klinika, Deutsche Klinik für Diagnostik) a székhelye. Nagyobb kórházak: Dr. Horst Schmidt Klinika (HSK), a Szent József kórház és az Asklepios Paulinen Klinika. A kórházak közül a két legnagyobb az Aukamm Klinika és a Bingerti Klinika.
Wiesbaden híres számos magas ásványianyag-tartalmú termálforrásairól, amelyeket különféle gyógykúrákhoz használnak fel. Elsősorban reumás betegségek és légzőszervi problémák esetén javallott a használatuk. A jótékony hatású gyógyvizet főleg fürdőkezelések és mozgásterápiák, valamint ivókúrák és termálvízben történő úszás révén alkalmazzák.
A belvárosban még mindig 14 termálforrás található, amelyekből 46 és 66 °C közötti hőmérsékletű víz tör elő. Körülbelül 2 millió literes napi vízhozammal Wiesbaden a második legbővizűbb német gyógyfürdőváros (összehasonlításképpen: Aachen naponta 3,5 millió literrel áll az első helyen). A fürdők már a római idők óta működnek a városban, és néhány akkori forrás még mindig nyitva áll a nagyközönség előtt, például a Kochbrunnen (66 °C), amely a legnagyobb hozamú forrás, napi csaknem 500 000 literrel. A Kaiser-Friedrich-Therme számára az Adlerquelle szállítja a vizet, (64,4 °C, 167 liter percenként), csakúgy, mint az Aukammtal termálfürdőhöz. Vannak privát fürdőházak is, ma már általában szállodák, amelyek termálfürdőket működtetnek (Schwarzer Bock, Nassauer Hof és Goldenes Ross, az egykori Rose és Bären szállodák). A Kochbrunnen mellett van még néhány nyilvános ivókút, például a Bäckerbrunnen (49 °C, 65 liter/perc) és Wiesbaden 15. forrása, a Faulbrunnen (14–17 °C, 27 liter/perc), amely nevét a benne lévő kéntartalmú vegyületek jellegzetes illatának köszönheti, de alacsony hőmérséklete miatt nem minősül termálvíznek.
Az olyan neves látogatók, mint Johann Wolfgang von Goethe, Fjodor Mihajlovics Dosztojevszkij, Richard Wagner, Johannes Brahms vagy Alekszej Georgijevics Javlenszkij a fürdők és a kaszinó miatt utaztak Wiesbadenbe, és tartózkodtak itt hosszabb ideig, Emil Minlos konzul pedig egészségügyi okokból költözött ide végleg Berlinből. II. Vilmos német császár évente kereste fel a fürdővárost, és mindig huzamosabb ideig tartózkodott ott.

### Vegyipar
A külső kerületekben különböző termékeket gyártó ipari cégek találhatóak. Az Agfa nyomdászattal, a Chemagis gyógyszerek előállításával, a Clariant tisztítószerekkel, a SCA Hygiene Products higiéniai papírárukkal foglalkozik. A városban működik a Dyckerhoff cementgyár.

### Szolgáltatások
Mióta Wiesbaden 1946-ban Hessen fővárosa lett, számos kiadó- és biztosítási cég települt le a városban, különösen a belső kerületekben,
Az AXA, a DBV Winterthur, a Delta Lloyd, a DEURAG, a Interrisk és a R+V Versicherungen biztosítási cégek központja Wiesbadenben találhatók. Ezeken kívül például a Ferrari németországi központja is Wiesbadenben található.

### Bor- és pezsgőtermelés
A város nagyon híres a bor- és pezsgőtermeléséről. Több pezsgőmárkát (Adam, Fürst von Metternich, Henkell, Söhnlein) a városban állítanak elő. Wiesbaden azonban inkább a bortermeléséről híres. Dotzheimben, Frauensteinben, Kostheimben, Nordostban és Schiersteinben folyik a bor előállítása. A Henkell & Co. Sektkellerei KG az egyik legnagyobb és legismertebb német pezsgőpincészet, a cég székhelye és termelési egysége is Wiesbadenben található. Emellett mintegy 150 országban van jelen, többek között a cég a Törley és a Hungária tulajdonosa is. A wiesbadeni kulturális és különösen a gasztronómiai életet a bor és a pezsgő erősebben befolyásolja, mint más német nagyvárosokban.
A borjog szempontjából a város területe város a rajna-völgyi borvidékhez (Rheingau) tartozik, a legnagyobb hesseni szőlőtermő területhez, amelynek fő területe a várostól nyugatra fekvő Rheingau régió, de Wiesbadentől keletre is állítanak elő rajnai bort. Körülbelül 222 hektárnyi szőlőültetvényen termesztenek szőlőt és készítenek bort Frauenstein (75 hektár), Dotzheim (10 hektár), Schierstein (60 hektár) és Kostheim (73 hektár) kerületekben, valamint a belvároshoz tartozó Neroberg egy elszigetelt területén (4 hektár). Frauenstein a Herrnberg szőlői közvetlenül a Rheingauval határosak. A Dotzheimer bor a Judenkirch elnevezésű helyen nő (néha Judenkirsch írásmódban is megtalálható a palackok címkéin). Schiersteinben található a Hölle nevű termőterület, Kostheimben a szőlőskerteket St. Kiliansbergnek, Steignek és Weiß Erdnek hívják. A szőlőültetvényeket sok közepes méretű borászat műveli. A Neroberget, amelyet Wiesbaden város borászata üzemeltetett, 2005 óta adják bérbe a Hessen Állami Kloster Eberbach Borászatnak.

## Média
A város északi részén, Unter den Eichen, egy nagy film- és hangstúdió található. Az 1950-es és 1960-as években számos ismert színésszel, mint például Romy Schneider vagy Hans Albers, filmprodukciók jöttek itt létre. 1964-től 1984-ig a második német televíziónak (ZDF) itt volt a székhelye, 1984 áprilisában azonban átköltözött a szomszédos Mainzba. Napjainkban több mint 70 cég, ezek között a Taunusfilm is, valamint az egyetem médiarészlege talált otthont Unter den Eichen-en. A stúdiókban szappanoperákat forgatnak. Ezen kívül minden fontos televízió (ZDF, RTL, HR,…) és rádió (HR, FFH, RPR,…) fenntart egy stúdiót magának a belvárosban. A Radio Rheinwelle és az AFN Wiesbaden (American Forces Network) amerikai rádióadók székhelye szintén Wiesbadenben van.
A város két nagy napilapja a Wiesbadener Kurier és a Wiesbadener Tagblatt volt, ám az előbbi felvásárolta az utóbbit, így a Wiesbadener Tagblatt 2020. január 2-án megszűnt, és beleolvadt a Wiesbadener Kurierba.

## Oktatás
A városban 105 iskola található.
A Fachhochschule Wiesbaden elnevezésű főiskolára több mint 8000 hallgató jár, és ezzel Németország tizedik legnagyobb szakiskolája.
A privát European Business School (EBS) néhány részlege már átköltözött a városhoz közeli Oestrich-Winkel nevű helységből Wiesbadenbe. A tervek szerint az egész akadémia át fog költözni Hessen fővárosába, amennyiben egyetemként akkreditálják.
Wiesbaden ad otthont az alkalmazott tudományok főiskolájának, a Hochschule RheinMain-nak. Az intézményt 1971-ben jött létre Geisenheim, Idstein és Rüsselsheim am Main mérnöki iskoláinak és technikumainak, valamint a Werkkunstschule Wiesbaden egyesülésével. A főiskolát 2009. szeptember 1-jén átnevezték Hochschule RheinMain/University of Applied Sciences névre, így egyetemi rangot kapott, 2011-ben pedig hozzácsatolták a Hesseni Állami Könyvtárat. Az intézmény fenntartója Hessen Állam. A főiskola mintegy 13 900 hallgatóval rendelkezik.
A korábban az egyetem fő campusához található közigazgatási főiskola 2011. január 1-je óta a Hessische Hochschule für Polizei und Verwaltung (HfPV) – University of Applied Sciences nevet viseli, és új székhelye a Schönbergstraße 100 Wiesbaden-Kohlheck címen található.

## Közlekedés

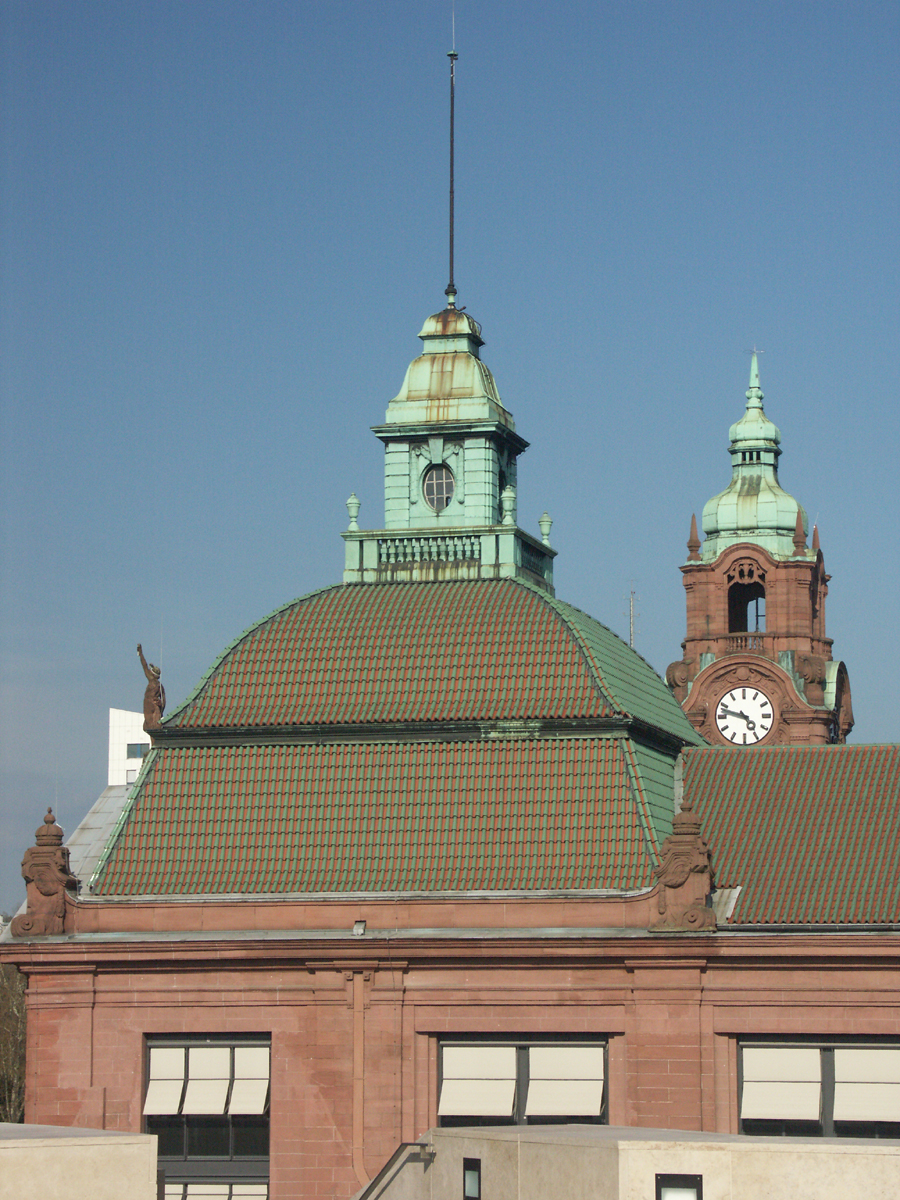
Az 1906-ban épült főpályaudvar

Wiesbaden hetven szállodájában évente kb. 1 millióan szállnak meg, a városba Összesen kb. 15 millió látogató érkezik évente.
Négy autópályából három közvetlenül a város centrumába vezet: A66, A643, A671, az A3 a keleti külső kerületeket érinti.
Táv- és közelforgalmi pályaudvar a főpályaudvar, amely naponta több mint 500 vonat kiindulópontja és végállomása, és kb. 50 000 utassal közlekednek. Az 1906-ban épült főpályaudvar felváltott három régi pályaudvart a belvárosban, amelyek a mai Vásár- és Kongresszusi Centrum területén (Rhein-Main-Hallen) álltak. Ezek a Ludwigsbahnhof, Rheinbahnhof és Taunusbahnhof voltak.
A Wiesbadeni repülőteret az amerikai hadsereg légitámaszpontként használja (lásd bővebben a következő fejezetben).
A Frankfurti repülőtér a főpályaudvartól az S8-as és S9-es S-Bahnnal kb. 30 percen belül érhető el.
A Városi Közlekedési Vállalat (ESWE Verkehr) mintegy 1100 dolgozóval, 889 megállóval és összesen 56 buszvonallal rendelkezik. Ezek évente közel 61 000 000 utast szállítanak a város 640 km-es tömegközlekedési hálózatán. A mainzi közlekedési vállalat Wiesbaden területén (az 1945 előtt Mainzhoz tartozó kerületekben Amöneburg, Kastel és Kostheimban) hat autóbuszvonalat tart fenn. A közeli régióból plusz még 11 buszvonal vezet a belvárosba, így összesen 73 buszvonal van a városban.
Wiesbaden közlekedésének különlegessége a Nerobergbahn nevű siklóvasút. Az 1888. szeptember 25-én megnyílt, 1000 mm nyomtávú pálya átlagos meredeksége 20%, a 438 méteres utat és 83 méternyi szintkülönbséget 7,8 km/h sebességgel teszi meg. A helyiek büszkesége az átadásának 100. évfordulója alkalmából ipartörténeti műemlék lett, a 125. évfordulón pedig rekord létszámú, több mint 300 000 utas próbálta ki a siklót. A Nerobergbahn áprilistól októberig üzemel és várja a látogatókat, a negyedórás időközönként induló szerelvények befogadóképessége hegymenetben 40, völgymenetben 50 fő.

## Az USA katonai létesítményei
Több városközponthoz közeli külterületet használnak vagy használtak amerikai katonai bázisként. A Lucius D. Clay laktanyában található Amerikai Egyesült Államok Hadseregének Európai Főparancsnoksága, amely 2020. november 20-tól egyesült az Afrikai Főparancsnoksággal, így a wiesbadeni parancsnokságnak új neve lett (United States Army Europe and Africa; USAREUR-AF).
A hadsereg 2. Kommunikációs Dandárja, 58. Repülőezrede és az Egyesült Államok hadseregének hírszerző szolgálatának 66. Katonai Hírszerző Zászlóalja a Wiesbaden-Erbenheim katonai repülőtér területén található bázison állomásozik. A repülőtér mellett jelenleg is katonai létesítmények vannak a wiesbadeni Amelia Earhart komplexumban, itt található az Amerikai Egyesült Államok Hadseregének Európai Utász Hadteste. A városban található a Mainz-Kastel raktár és az American Arms Office Tower irányítóközpont is.
A repülőtértől északkeletre elhelyezkedő Aukamm, Crestview és Hainerberg Village továbbra is az amerikai fegyveres erők lakóterületeiként szolgálnak az erbenheimi katonai repülőtéren.
1973-ig a wiesbadeni Camp Lindsey volt a központja az Amerikai Egyesült Államok Légierejének Európában állomásozó csapatainak (United States Air Force in Europe, USAFE), akkor azonban a főhadiszállásukat áttették a Ramstein légi támaszpontra. Az amerikaiak 1993-ban kivonultak Camp Lindsey-ből, a dotzheimi Camp Pieriből és a városközponttól délnyugara fekvő amerikai katonai kórházból.
Ezeket a volt laktanyákat a várostervezők átalakíttatták a jövőbeni polgári felhasználás céljából. Miután az amerikaiak kivonultak Camp Lindsey-ből, az ottani területen alakították ki a mai Europaviertelt, ahol többek között a Szövetségi Bűnügyi Rendőrség egyik központja, a felnőttképzési központ és számos önkormányzati hatóság székhelye, valamint kereskedelmi egységek és nagyszámú új építésű, modern társasház van. A főiskola diáklakásai a Campi Pieri épületeiben találhatóak. Az egykori amerikai kórház ma már külbiztonsági hatóságok kormányzati központjává vált, mint például a rendőrség, az ügyészség és az alkotmányvédelmi hatóság.
2007 áprilisától kezdve, több mint 60 év után, az 1. Páncélos Hadosztály (1st Armored Division) egységei megkezdték a kivonulásukat Németországból, így Wiesbadenből is, és a texasi Fort Bliss támaszpontra lettek átvezényelve. A csapatkivonások 2011-ben fejeződtek be, az objektumokat az USAREUR vette át.

## Látványosságok

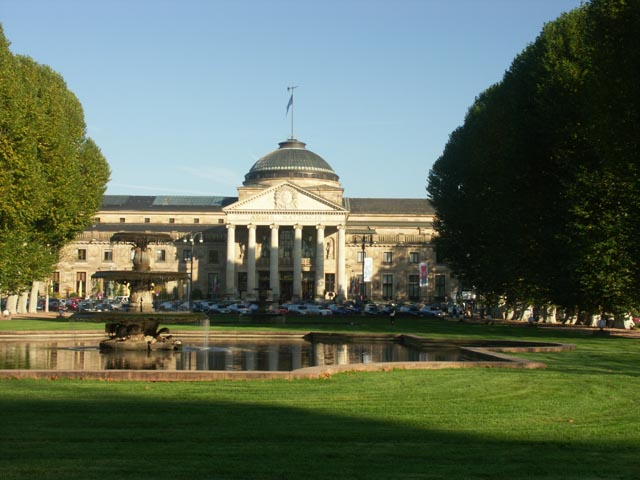
Az 1907-ben épült Kurhaus (kaszinó)

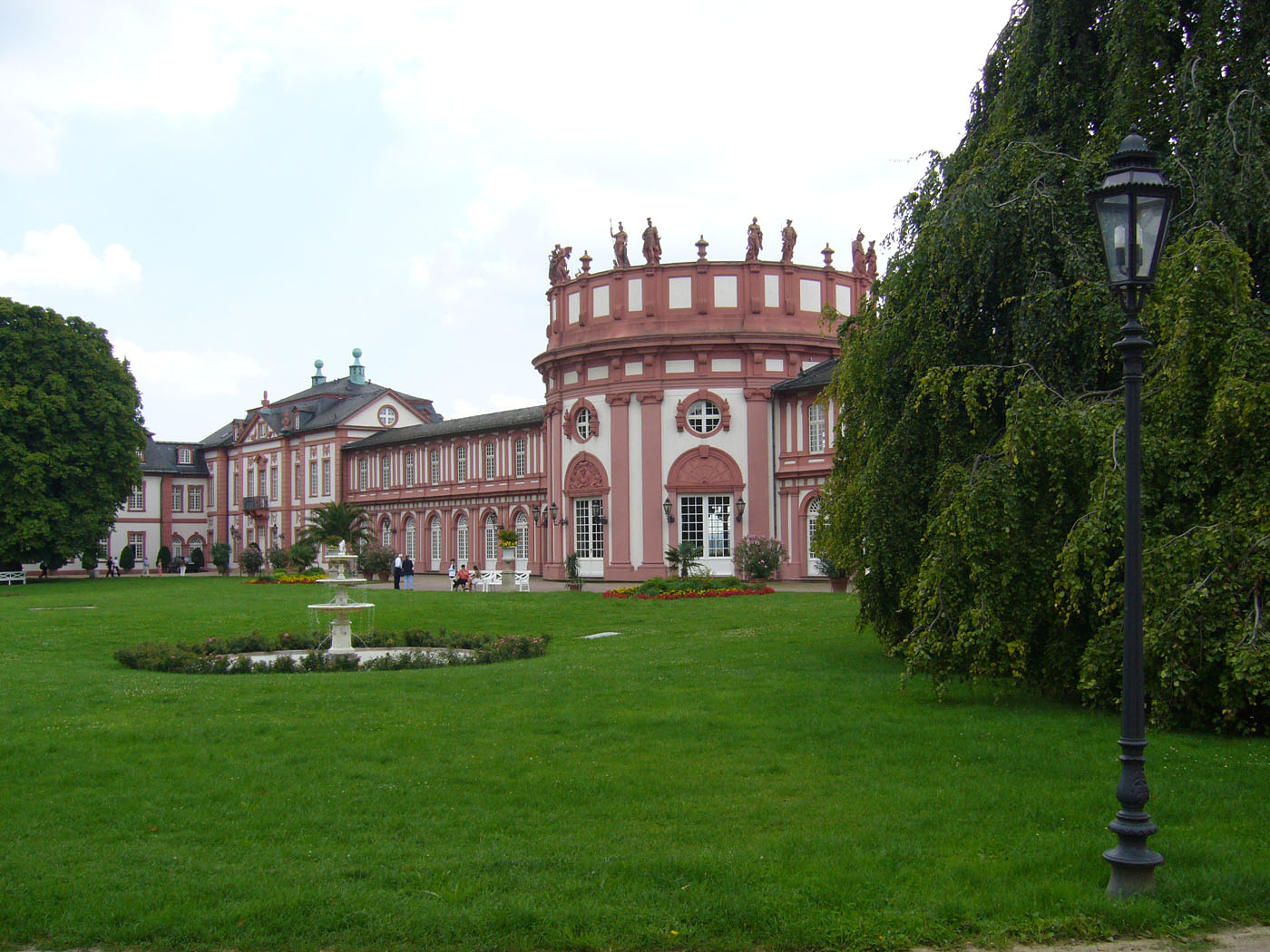
Az 1700-tól 1744-ig épült Biebrichi kastély

A belváros legnagyobb részét a késő 1800-as és korai 1900-as évekből származó pompás klasszicista stílusban épült házak alkotják.
A leghíresebb nevezetesség és jellegzetesség az 1907-ben Friedrich von Thiersch által épített Kurhaus (kaszinó), amelyben Európa egyik legszebb hangversenyterme, a Friedrich von Thiersch Saal is található. Közvetlenül a Kurhaus mellett az 1894-ben épült Staatstheater (Állami Színház) áll. A két épület előtt a wiesbadeni lakosság által „Rue”-nak nevezett Wilhelmstraße vezet el. Az út nyugati oldalát gyönyörű házak alkotják, amelyben elegáns butikok, előkelő kávéházak és cukrászdák találhatók. A keleti oldalán egy nagyvonalú park, a Warmer Damm, fekszik.
Innen gyalog tíz percen belül el lehet érni a Schloßplatzot, amelyen a belváros legöregebb épülete, a régi városháza 1610-ből, valamint az 1842-ben épült Parlament, az evangélikus Marktkirche (1862), amely 92 méterével Wiesbaden legmagasabb épülete, és az 1884-ből származó új városháza áll.
Az 1849-ben épült katolikus Bonifatiuskirche a Luisenplatzon a belváros legöregebb temploma.
A Biebrich nevű városkerületben a hercegi kastély, a Schloß Biebrich áll a Rajna partján. 1700-ban nyári kertilak gyanánt kezdték építeni. 1744-ig a kerti lakból az egyik legszebb a Rajna partján fekvő barokk stílusban épült kastély lett. A nassaui hercegnek 1806-ig itt volt a székhelye. A kastély mögött egy hatalmas vad-romantikus park nyúlik el, amelyben egy mesterséges várrom is található.
Wiesbadenben számos liget és park van, ezért nevezik Wiesbadent Németország „legzöldebb nagyvárosának”. Egzotikus érdekességnek nevezhető a kb. 1000 vadon élő zöld nagy sándorpapagáj, amelyek a Kurparkban, a Biebrichi kastélyparkban és a Schiersteini kikötőnél élnek.

## Kulturális élet

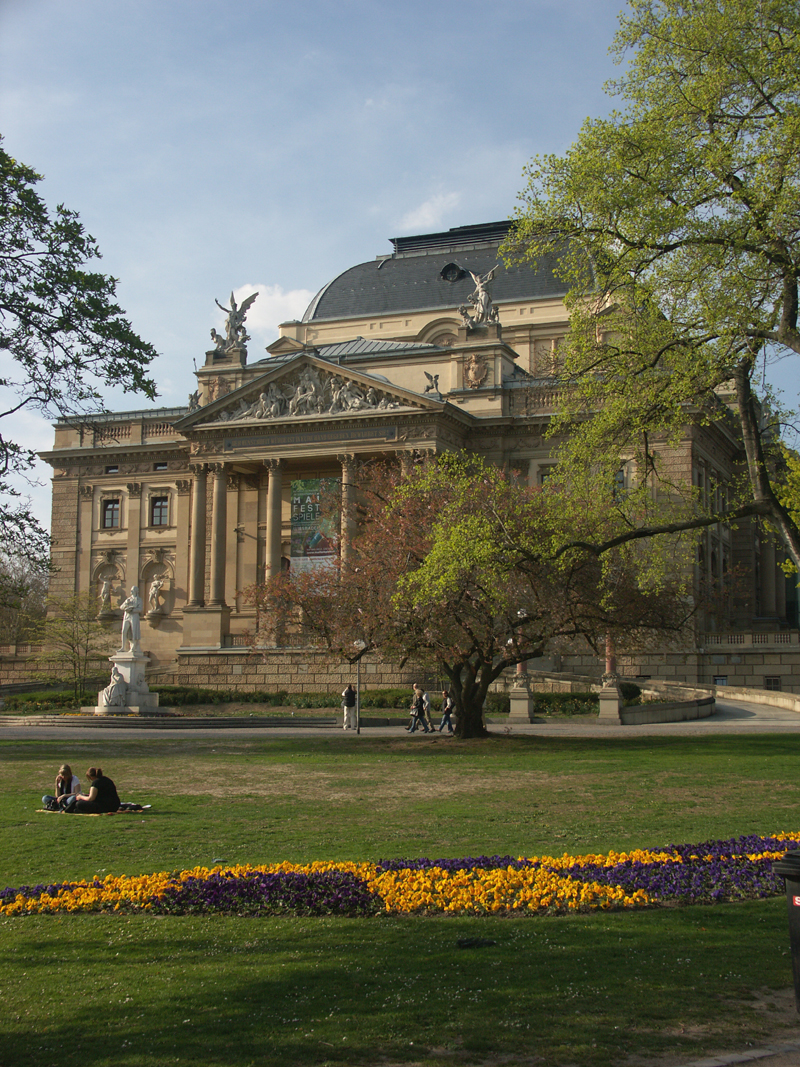
Az 1894-ben épült állami színház (Hessisches Staatstheater)

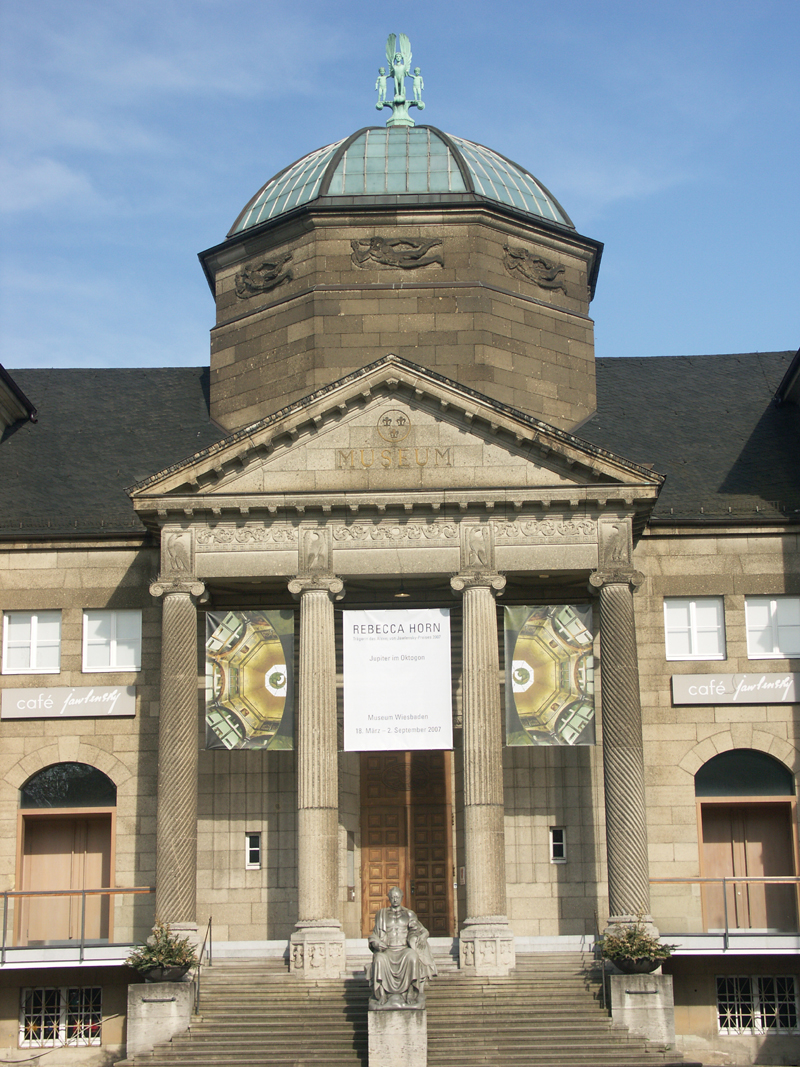
Az 1913-ban épült állami múzeum főbejárata Johann Wolfgang von Goethe emlékművel

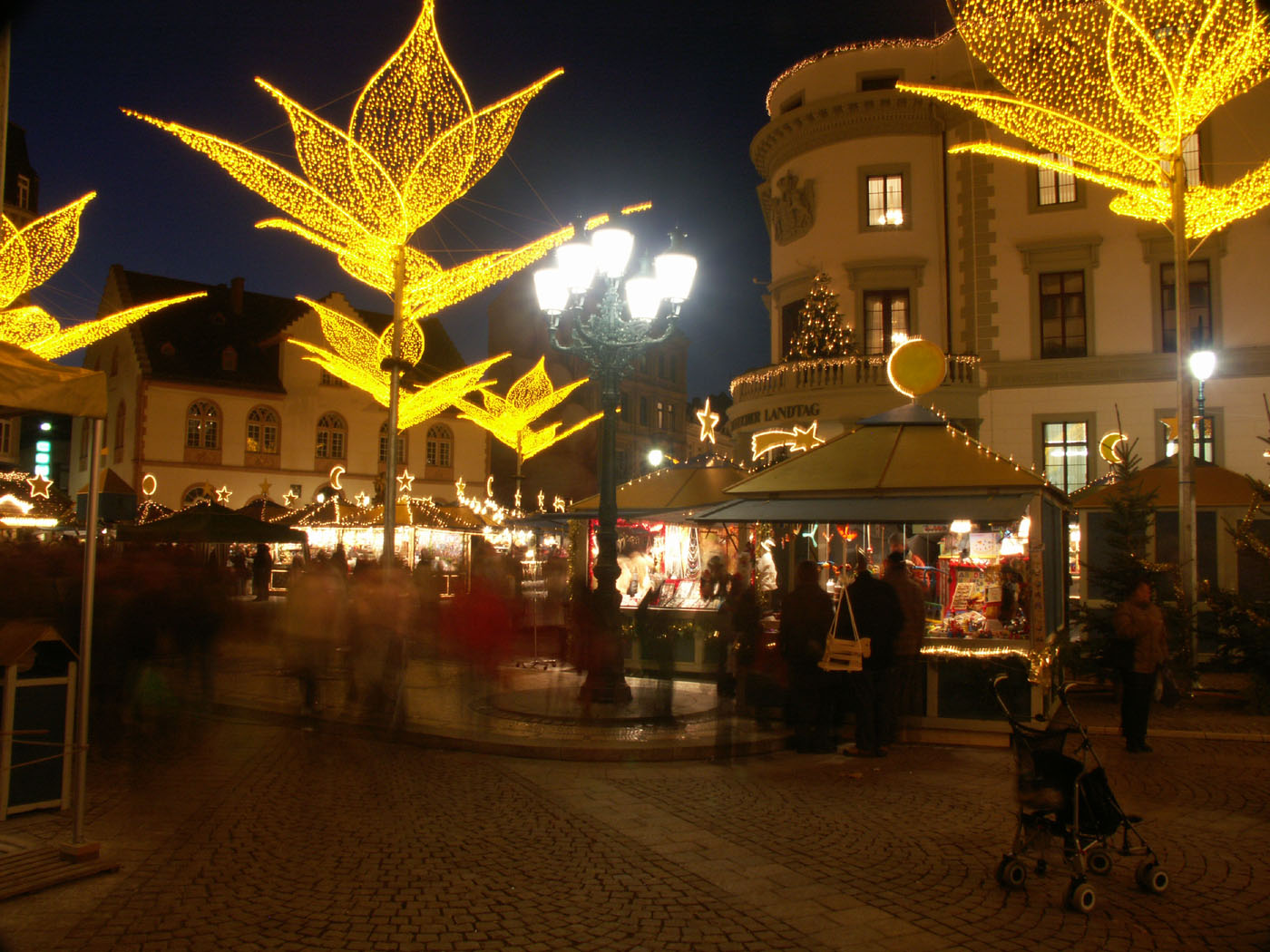
A Sternschnuppenmarkt nevű karácsonyi piac. Jobboldalt a Parlament látható

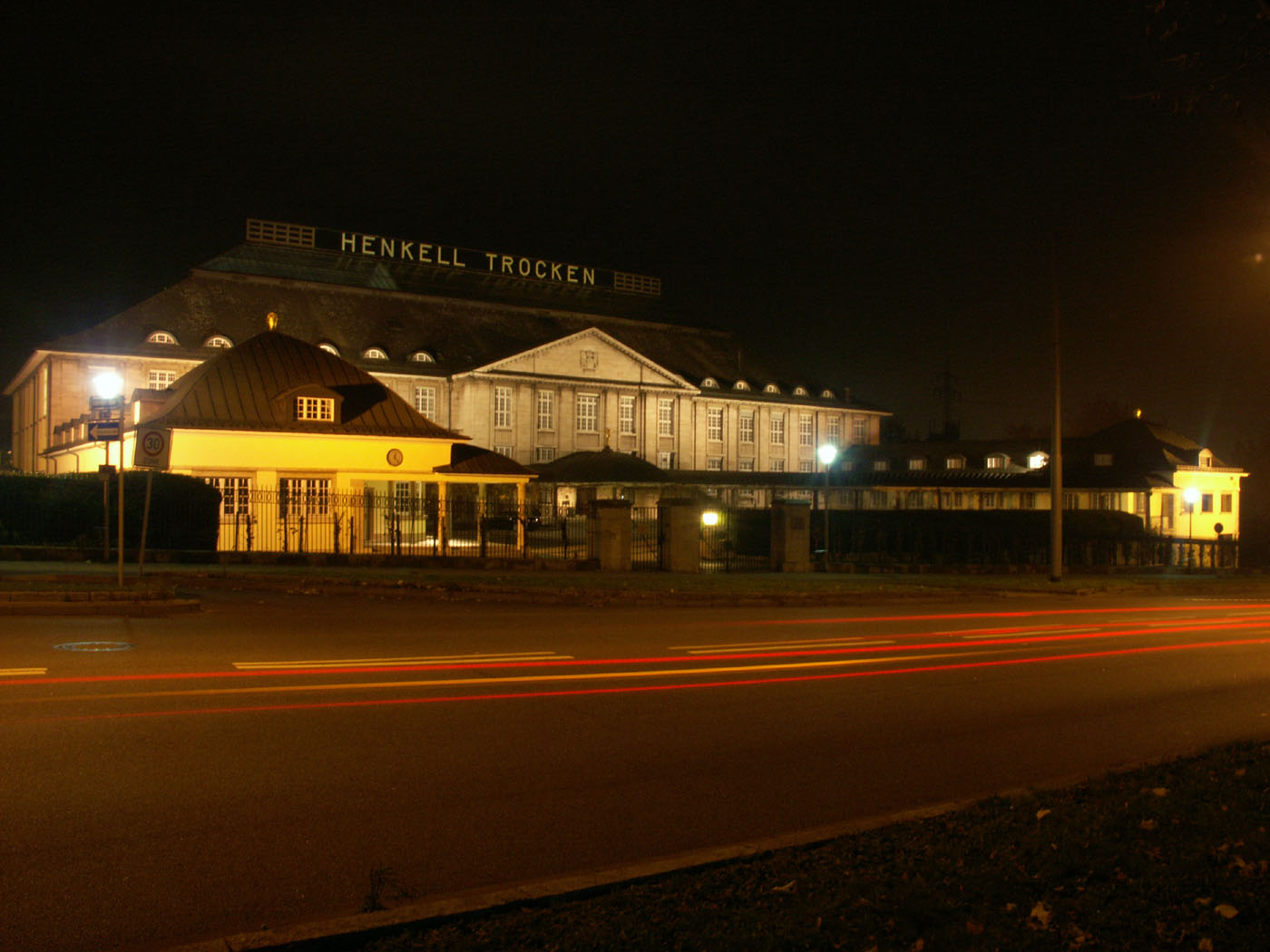
Otto Henkell alapította 1856-ban Mainzban a Henkell pezsgőgyárat. 1909 óta a pezsgő termése Wiesbadenben történik. A Henkell Trocken a világ leghíresebb német pezsgője.

Wiesbaden Németország egyik legfontosabb kulturális központja, amely különösen sokoldalú lehetőségeket ajánl. A leghíresebb és legnagyobb színházi épület az Állami Színház, amely 1894-ben épült. Itt négy különböző helységben vannak előadások. A színházi élet csúcspontját minden évben a nemzetközi májusi színházi játékok jelentik.
Európa egyik legszebb hangversenyterme, a Friedrich von Thiersch-terem a kaszinó épületében található. Minden évben júliusban vagy augusztusban a Rheingau Musik Festivalon számos klasszikus és jazzkoncertet tűznek műsorra. A koncertek többek között a kaszinó hangversenytermében és a Rajna-völgyi Johannisbergi kastélyban (Schloß Johannisberg) kerülnek megtartásra.
A város legnagyobb múzeuma az Állami Múzeum. Három önálló részleg található az 1913-ban épült házban: a természettudományi, a nasszaui régiségek és a művészeti kiállítás. A képtári részlegben az 1921-től 1941-ig Wiesbadenben élt Alexej Javlenszkitől sok mű látható. A neves művészről képzőművészeti díjat is neveztek el, az azzal járó aranyérmet és jelentős pénzdíjat csak több évente ítélik oda az arra méltó embereknek.
További múzeumok a Museum Castellum a Kastel nevű városkerületben vannak, ahol sok tárgy a római múlttal kapcsolatban van kiállítva. A belvárosban található a Német Zsidó Múzeum.
A dotzheimi pályaudvartól minden vasárnap és ünnepnapon egy muzeális nosztalgiajárat indul az idillikus Taunus-hegység felé. A vonatot többnyire gőzmozdony húzza.
Több fontos könyvtár is található a városban. Az Állami Főarchívumnak, az Állami Könyvtárnak (több mint 600 000 könyvvel) és a Német Szövetségi Statisztikai Hivatal Könyvtárának Wiesbadenben van a székhelye.
Wiesbadenben 14 színház, 11 mozi, 28 múzeum, öt nagyobb könyvtár, 16 diszkó és klub, hét szabadtéri strand, négy fedett uszoda, hat gyógyfürdő, 12 nagyobb park, két állatkert és egy jégpálya található.

### Rendezvények
- április: goEast – közép- és kelet-európai filmfesztivál (Belváros)[61]
- május: Internationale Maifestspiele / nemzetközi májusi színházi játékok (Belváros)
- május: Apfelblütenfest (Äppelblütefest) / almavirág ünnepély (Naurod)
- május/június (pünkösd): nemzetközi lovas és ugrató verseny (Biebrich)
- május/június: Kranzplatz ünnepély (Belváros)
- május/június: éjszakai múzeum és képtár látogatás (Belváros)
- június: Wilhelmstraßen ünnepély Theatrium (Belváros)
- július: hajókikötő ünnepély (Schierstein)
- július: Gibber Kerb / Gibbi népünnepély (Biebrich)
- július-augusztus: Skate Nights / skater éjszakák (különböző helyszíneken)
- július-augusztus: Rheingau Musik Festival / Rajnavölgy zene fesztivál (különböző helyszíneken)
- augusztus: Rheingauer Weinwoche / rajnai borhét (Belváros)
- augusztus: Folklore im Garten / rock, pop és rap fesztivál (Freudenberg / Dotzheim)
- szeptember: Zusammenkuns / Wiesbadeni múzeumok szezon nyitása (Belváros)
- szeptember: Taunusstraßen ünnepély (Belváros)
- november: Exground filmfesztivál (Belváros)
- november/december: Andreasmarkt / népünnepély az Elzászi téren (Belváros)
- november/december: Sternschnuppenmarkt / karácsonyi piac (Belváros)
- december: AIDS-bál a kaszinóban (Belváros)
- december 31.: szilveszteri ünnepély a kaszinóban (Belváros)

## Sport
A városban számos olyan helyi futballklub létezik, amelyek magasabb bajnokságokban játszanak vagy játszottak. Az első helyen ezek közül jelenleg az SV Wehen Wiesbaden áll, amely a 2019/1920-as szezonban a 2. Bundesligában vett részt, onnan azonban visszaesett a harmadosztályba. Amióta a klub a Wiesbadentől mintegy tíz kilométerre lévő Taunussteinből átköltözött, a 2007/2008-as szezon kezdete óta az egyesület az újonnan épült Brita Arénában játssza hazai meccseit. Közvetlenül emellett található a Helmut-Schön-Sportpark, ahol a török SV Wiesbaden otthona van, amely jelenleg a hetedik osztály wiesbadeni csoportjában játszik. Az FVgg. A Kastel 06 az 1963/1964-es, az 1974/1975-ös, valamint 1979 és 1983 közötti szezonokat a harmadosztályú amatőr bajnokságban és a hesseni amatőr felső ligában töltötte. További fontosabb jelenlegi vagy egykori wiesbadeni futballklubok az SG Germania Wiesbaden, az FV Biebrich 02, az FSV Schierstein 08 és a SpVgg Nassau Wiesbaden.
A női röplabdacsapat a VC Wiesbaden, a férfi csapat, a TuS Eintracht Wiesbaden a másodosztályban játszik.
A Judo Club Wiesbaden 1922 e. V. elsőszámú férfi dzsúdó csapatával több évtizede képviseli magát és a várost a Judo Bundesliga 1. osztályában. A klub Németország első három judoklubjának egyike. A sportegyesület más osztályai, mint például a dzsúdzsucu, országosan és nemzetközileg is nagyon sikeresek.
A Német Alpesi Egyesület wiesbadeni tagozata a város legnagyobb sportklubja, több mint 5414 taggal rendelkezik. A helyi egyesületet 1882. március 23-án alapítottak, és így Wiesbaden egyik legrégebbi sportklubja. A helyi tagozat üzemelteti az Alpokban a Wiesbadener Hütte nevű menedéket Silvrettában.

## Híres személyek

### Wiesbadenben született híres személyek
- Wilhelm Heinrich Riehl, 1883-tól von Riehl (1823. május 6. – München, 1897. november 16.) író
- Wilhelm Dilthey (1833. december 19. – Seis Bozennél, 1911. október 1.) filozófus, pszichológus és tanár
- Emil Pfeiffer, dr. (1846. március 1. – 1921. július 13.) gyermekorvos – ő utána lett elnevezve a Pfeifferi mirigyláz
- Otto Henkell (1869 – 1929) pezsgőgyártó
- Ludwig Beck (1880. június 29. – Berlin, 1944. július 20.) haditiszt és ellenállási harcoló
- Toni Sender (1888. november 29. – New York, 1964. június 26.) politikus
- Wilhelm Unverzagt (1892. május 21. – 1971. március 17.) német történész
- Helmuth Plessner (1892. szeptember 4. – 1985. június 12.) filozófus, szociológus
- Dr. Wilhelm Kempf (1906. augusztus 10. – 1982. október 9.) Limburgi püspök 1949-81

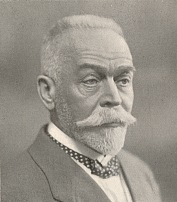
A gyermekorvos dr. Emil Pfeiffer

- Simone Signoret (1921. március 25.) színésznő
- Rudi Arndt (1927. március 1.) politikus
- Paul Kuhn (1928. március 12.) bandleader, énekes
- Grete Wurm (1929. június 8. – Stuttgart, 2002. március 28.) színésznő
- Karin Dor (1936. február 22.) színésznő
- Volker Schlöndorff (1939. március 31.) rendező
- Hannelore Rönsch (1942. december 12.) politikus
- Jürgen Grabowski (1944. július 7.) focista, világbajnok 1974-ben
- Eleonore Weisgerber (1948. augusztus 18.) színésznő
- John McEnroe (1959. február 26.) amerikai teniszjátekos
- Nico Rosberg (1985. június 27.) Formula–1-es versenyző

### További híres személyek

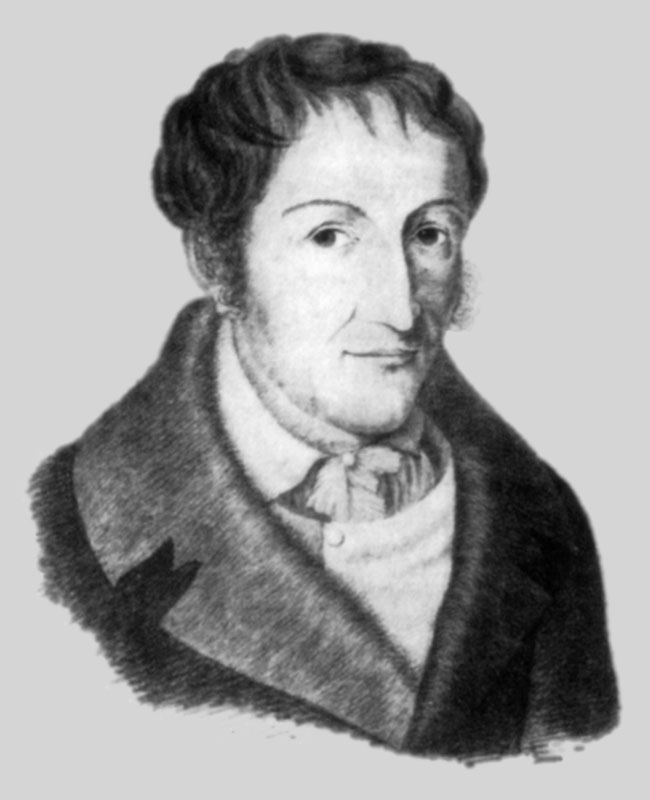
Christian Zais Wiesbadennek építészmester. Ő építette például 1813-tól 1817-ig az Erbrinzenpalaist a Wilhelmstraßen

- Christian Zais (Cannstatt, 1770. – Wiesbaden, 1820.) építész
- Manfred von Richthofen (Kleinburg, 1892. – Wiesbaden, 1918.) vadászpilóta
- Carl Remigius Fresenius (Frankfurt am Main, 1818. – Wiesbaden, 1892.) kémikus, 1848-ban ő alapította az Institut Freseniust.
- Konrad Duden (Hof Bossigt Wesel, 1829. – Wiesbaden, 1911.) filológus
- Alexej von Jawlensky (Torsok (Oroszország), 1864. – Wiesbaden, 1941.) festő
- Heinrich Kirchhoff (Essen, 1874. – Wiesbaden, 1934.) művészet gyűjtő
- Walter Gieseking (Lyon, 1895. – London, 1956.) zongorista és zeneszerző
- Bernard von Brentano (Offenbach, 1901. – Wiesbaden, 1964.) író
- Eddie Constantine (Los Angeles, 1917. – Wiesbaden, 1993.) színész
- Kaspar Kögler (Molsberg, 1838. – Wiesbaden, 1923.) festő és író
- Ernst Litfaß (Berlin, 1816. – Wiesbaden, 1874. december 27.) a hirdetőoszlop feltalálója
- Felix August Helfgott Genzmer (Labes/Pommern, 1856 – Berlin, 1929.) 1881-től 1903-ig építőmester Wiesbadenben
- Helmut Schön (Drezda, 1915. – Wiesbaden, 1996.) focista és edző
- Hans Joachim Fröhlich (Gelnhausen, 1923. – 2008.) tudós
- Heinz Schenk (Mainz, 1924. – Wiesbaden, 2014.) színész és showmaster
- Gottfried Kiesow (Landsberg an der Warthe, 1931.– Wiesbaden, 2011.)
- Eduard Duller (1809 – Wiesbaden, 1853) német író

## Testvérvárosai
| - Klagenfurt, Ausztria (1930 óta, a világ egyik legrégebbi testvérvárosi kapcsolata) - Montreux, Svájc (1953 óta) - Berlin-Kreuzberg, Németország (1964 óta) - Gent, Belgium (1969 óta) - Fondettes, Franciaország (1975 óta) - Ljubljana, Szlovénia (1977 óta) | - Kfar Saba, Izrael (1981 óta) - Donostia-San Sebastián, Spanyolország (1981 óta) - Wrocław, Lengyelország (1987 óta) - Tunbridge Wells, Egyesült Királyság (1989 óta) - Görlitz, Németország (1990 óta) - Ocotal, Nicaragua (1990 óta) |

## Fordítás
- Ez a szócikk részben vagy egészben  a   Wiesbaden című német Wikipédia-szócikk ezen változatának fordításán alapul.  Az eredeti cikk szerkesztőit annak laptörténete sorolja fel. Ez a jelzés csupán a megfogalmazás eredetét és a szerzői jogokat jelzi, nem szolgál a cikkben szereplő információk forrásmegjelöléseként.